# Saint-Bertrand-de-Comminges
Saint-Bertrand-de-Comminges est une commune pyrénéenne française située dans le sud-ouest du département de la Haute-Garonne en région Occitanie.
Sur le plan historique et culturel, la commune est dans le pays de Comminges, correspondant à l’ancien comté de Comminges, circonscription de la province de Gascogne située sur les départements actuels du Gers, de la Haute-Garonne, des Hautes-Pyrénées et de l'Ariège. Exposée à un climat de montagne, elle est drainée par le ruisseau de Rioutord et par divers autres petits cours d'eau. La commune possède un patrimoine naturel remarquable : un site Natura 2000 (« Garonne, Ariège, Hers, Salat, Pique et Neste »), un espace protégé (« la Garonne, l'Ariège, l'Hers Vif et le Salat ») et six zones naturelles d'intérêt écologique, faunistique et floristique.
Saint-Bertrand-de-Comminges est une commune rurale qui compte 233 habitants en 2022, après avoir connu un pic de population de 909 habitants en 1841. Elle fait partie de l'aire d'attraction de Saint-Gaudens. Ses habitants sont appelés les Commingeois ou  Commingeoises.
La commune est membre de l'association Les Plus Beaux Villages de France.
Le patrimoine architectural de la commune comprend sept immeubles protégés au titre des monuments historiques : la tourelle, inscrite en 1927, les portes, inscrites en 1927, les ruines antiques, classées en 1946, les remparts gallo-romains, inscrits en 1956, l'enceinte de la ville haute, inscrite en 1998, la cathédrale Notre-Dame, classée en  1840 puis en 1889, et le camp militaire de Saint-Bertrand-de-Comminges, inscrit en  1996 puis en 2012.

## Géographie

### Localisation
La commune de Saint-Bertrand-de-Comminges se trouve dans le département de la Haute-Garonne, en région Occitanie.
Elle se situe à 95 km à vol d'oiseau de Toulouse, préfecture du département, à 15 km de Saint-Gaudens, sous-préfecture, et à 26 km de Bagnères-de-Luchon, bureau centralisateur du canton de Bagnères-de-Luchon dont dépend la commune depuis 2015 pour les élections départementales.
La commune fait en outre partie du bassin de vie de Montréjeau.
Les communes les plus proches sont : 
Valcabrère (1,1 km), Sarp (2,0 km), Aveux (2,0 km), Labroquère (2,1 km), Seilhan (2,6 km), Izaourt (2,7 km), Créchets (2,8 km), Loures-Barousse (2,8 km).
Sur le plan historique et culturel, Saint-Bertrand-de-Comminges fait partie du pays de Comminges, correspondant à l’ancien comté de Comminges, circonscription de la province de Gascogne située sur les départements actuels du Gers, de la Haute-Garonne, des Hautes-Pyrénées et de l'Ariège.
Située à l'extrême sud-ouest de la Haute-Garonne, Saint-Bertrand-de-Comminges est limitrophe de huit autres communes, dont six dans le département des Hautes-Pyrénées. Seuls le nord et le nord-est de la commune sont contigus à deux communes de la Haute-Garonne.
Les communes limitrophes sont Labroquère, Gaudent, Générest, Sacoué, Sarp, Tibiran-Jaunac, Valcabrère et Aveux.
| Tibiran-Jaunac (Hautes-Pyrénées) | Labroquère                       | Valcabrère             |
| Générest (Hautes-Pyrénées)       | Saint-Bertrand-de-Comminges      |                        |
| Sacoué (Hautes-Pyrénées)         | Gaudent, Aveux (Hautes-Pyrénées) | Sarp (Hautes-Pyrénées) |

### Paysages et relief
La superficie de la commune est de 1 117 hectares ; son altitude varie de 421  à   1 016 mètres.
À 515 m d'altitude, sur un éperon rocheux, Saint-Bertrand-de-Comminges est en position de voir le pic de Cagire, le pic du Gar, le mont Sacon, et contemple le bassin de la Garonne. Plus généralement, la ville commande les accès vers l'Espagne, Toulouse et Tarbes. Elle est desservie par un réseau routier issu de voies romaines.

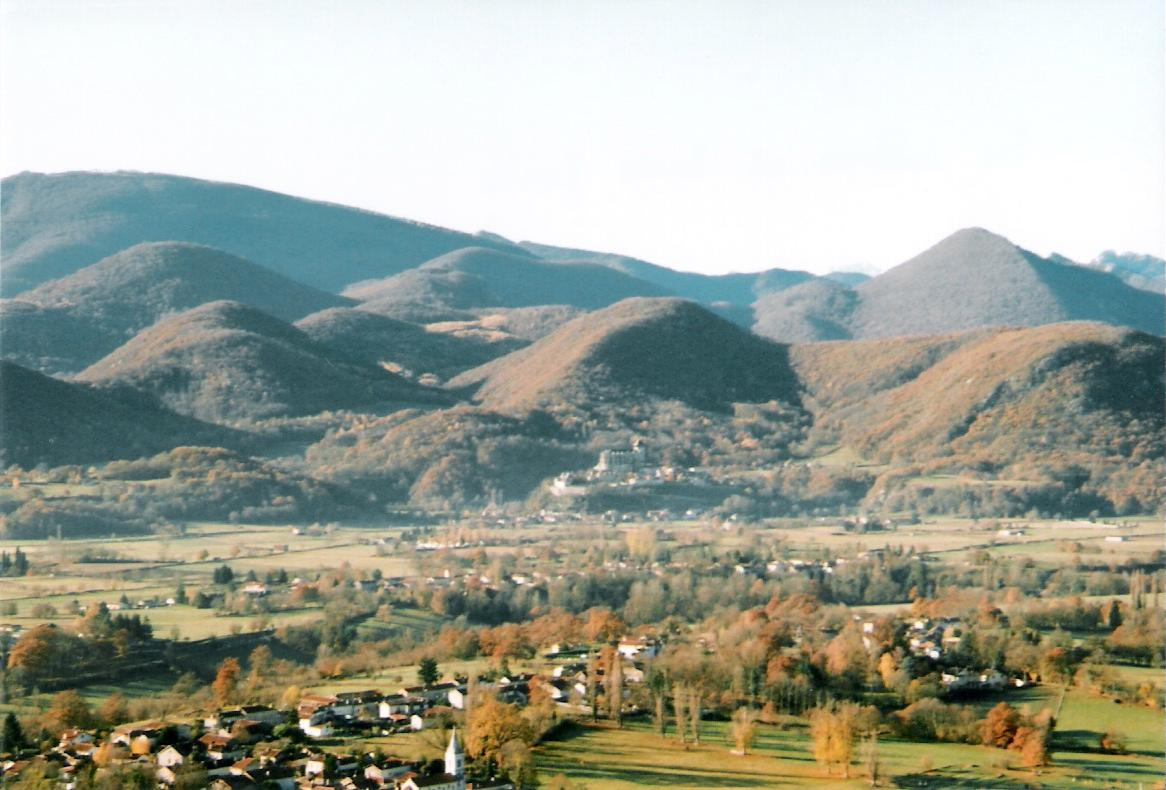
Vue générale : la vallée, la cathédrale, la montagne.

### Hydrographie

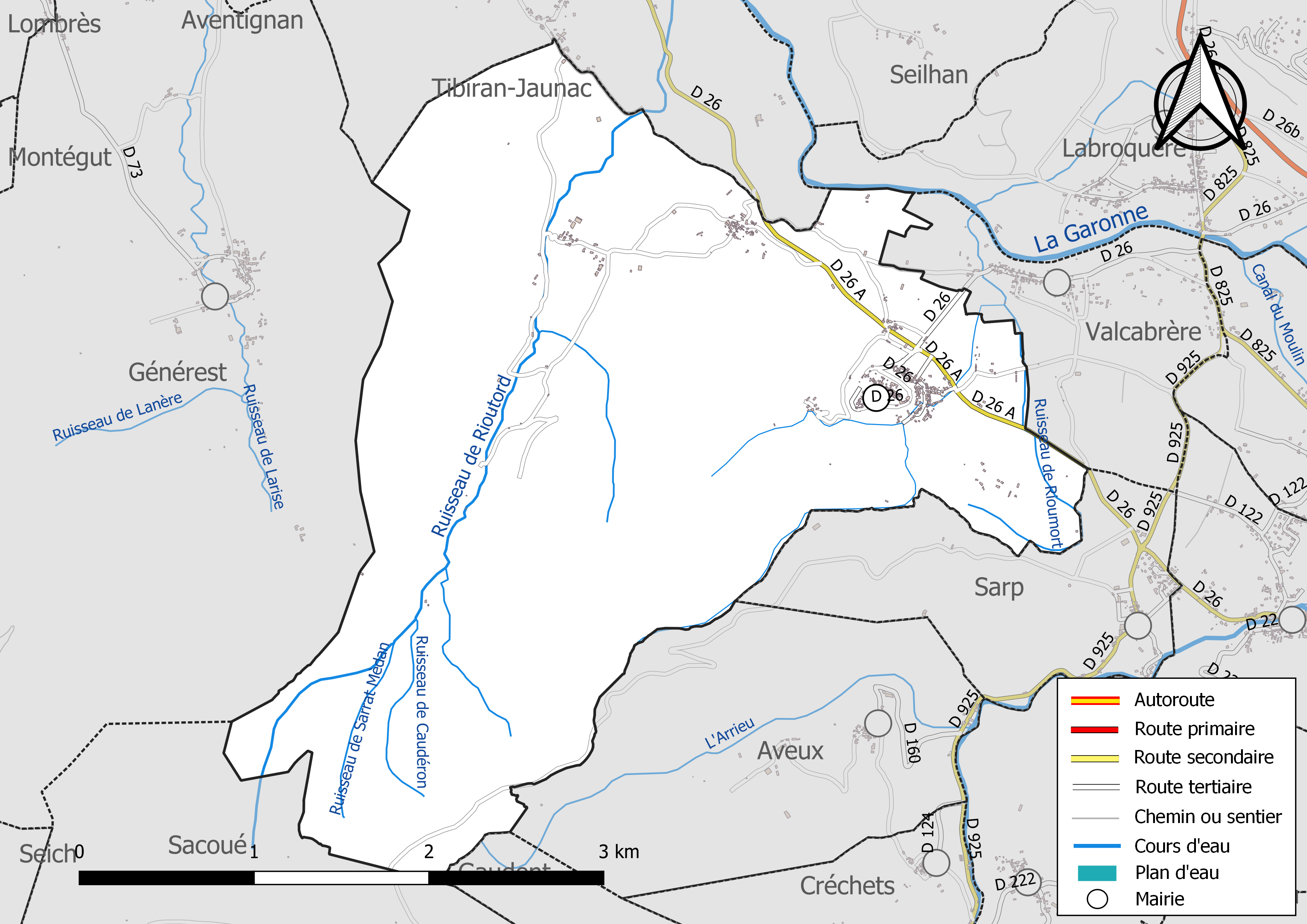
Réseaux hydrographique et routier de Saint-Bertrand-de-Comminges.

La commune est dans le bassin de la Garonne, au sein du bassin hydrographique Adour-Garonne. Elle est drainée par le ruisseau de Rioutord, le ruisseau de Caudéron, le ruisseau de Rioumort, le ruisseau de Sarrat Mèdan et par deux petits cours d'eau, constituant un réseau hydrographique de 12 km de longueur totale,.

### Climat
Pour des articles plus généraux, voir Climat de l'Occitanie et Climat de la Haute-Garonne.
En 2010, le climat de la commune est de type climat des marges montargnardes, selon une étude s'appuyant sur une série de données couvrant la période 1971-2000. En 2020, Météo-France publie une typologie des climats de la France métropolitaine dans laquelle la commune est exposée à un climat de montagne ou de marges de montagne et est dans la région climatique Pyrénées centrales, caractérisée par une pluviométrie annuelle de 1 000 à 1 200 mm.
Pour la période 1971-2000, la température annuelle moyenne est de 11,4 °C, avec une amplitude thermique annuelle de 15,2 °C. Le cumul annuel moyen de précipitations est de 972 mm, avec 9,9 jours de précipitations en janvier et 7,3 jours en juillet. Pour la période 1991-2020, la température moyenne annuelle observée sur la station météorologique la plus proche, située sur la commune de Clarac à 9 km à vol d'oiseau, est de 12,5 °C et le cumul annuel moyen de précipitations est de 804,9 mm,. Pour l'avenir, les paramètres climatiques de la commune estimés pour 2050 selon différents scénarios d'émission de gaz à effet de serre sont consultables sur un site dédié publié par Météo-France en novembre 2022.

### Milieux naturels et biodiversité

#### Espaces protégés
La protection réglementaire est le mode d’intervention le plus fort pour préserver des espaces naturels remarquables et leur biodiversité associée,.
Un  espace protégé est présent sur la commune : 
« la Garonne, l'Ariège, l'Hers Vif et le Salat », objet d'un arrêté de protection de biotope, d'une superficie de 1 658,7 ha.

#### Réseau Natura 2000

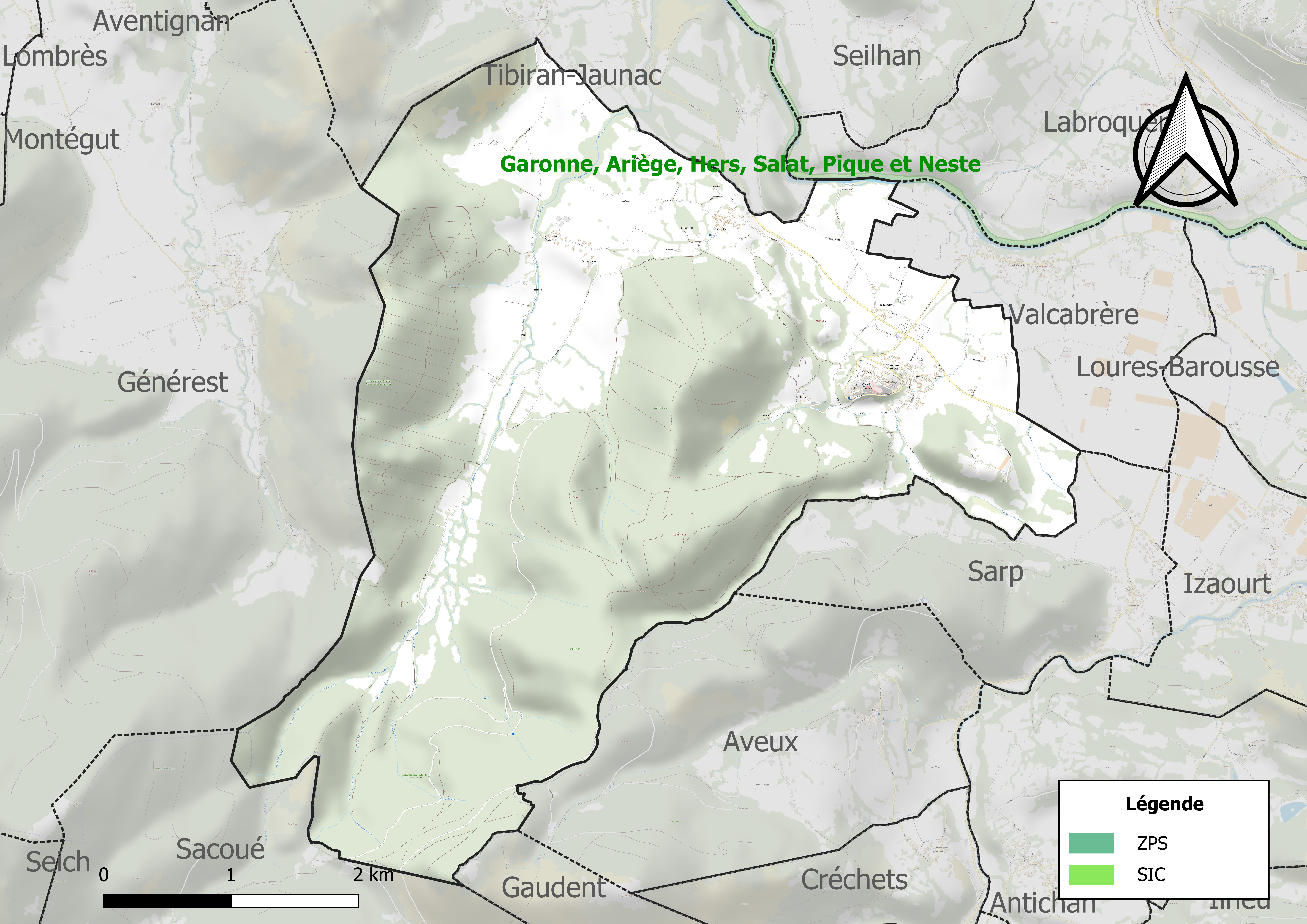
Site Natura 2000 sur le territoire communal.

Le réseau Natura 2000 est un réseau écologique européen de sites naturels d'intérêt écologique élaboré à partir des directives habitats et oiseaux, constitué de zones spéciales de conservation (ZSC) et de zones de protection spéciale (ZPS).
Un site Natura 2000 a été défini sur la commune au titre de la directive habitats : « Garonne, Ariège, Hers, Salat, Pique et Neste », d'une superficie de 9 581 ha, un réseau hydrographique pour les poissons migrateurs (zones de frayères actives et potentielles importantes pour le Saumon en particulier qui fait l'objet d'alevinages réguliers et dont des adultes atteignent déjà Foix sur l'Ariège.

#### Zones naturelles d'intérêt écologique, faunistique et floristique

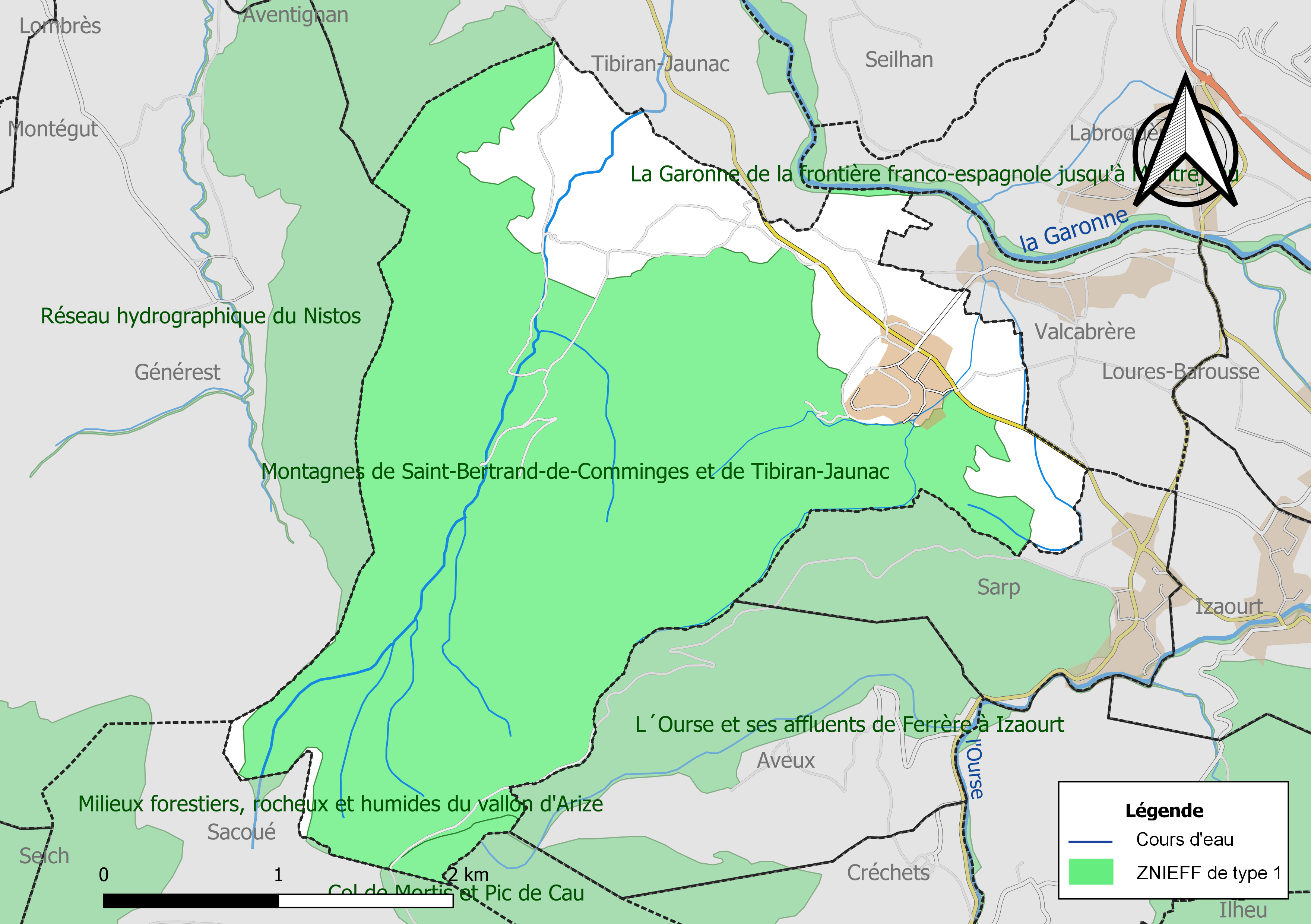
Carte des ZNIEFF de type 1 localisées sur la commune.

L’inventaire des zones naturelles d'intérêt écologique, faunistique et floristique (ZNIEFF) a pour objectif de réaliser une couverture des zones les plus intéressantes sur le plan écologique, essentiellement dans la perspective d’améliorer la connaissance du patrimoine naturel national et de fournir aux différents décideurs un outil d’aide à la prise en compte de l’environnement dans l’aménagement du territoire.
Trois ZNIEFF de type 1 sont recensées sur la commune :
- le « Col de Mortis et pic de Cau » (191 ha), couvrant 5 communes dont une dans la Haute-Garonne et quatre dans les Hautes-Pyrénées[22] ;
- « la Garonne de la frontière franco-espagnole jusqu'à Montréjeau » (469 ha), couvrant 38 communes dont 28 dans la Haute-Garonne et dix dans les Hautes-Pyrénées[23],
- les « montagnes de Saint-Bertrand-de-Comminges et de Tibiran-Jaunac » (1 613 ha), couvrant 8 communes dont une dans la Haute-Garonne et sept dans les Hautes-Pyrénées[24] ;

et trois ZNIEFF de type 2, : 
- « Garonne amont, Pique et Neste » (1 788 ha), couvrant 112 communes dont 42 dans la Haute-Garonne et 70 dans les Hautes-Pyrénées[25] ;
- les « montagnes sèches et rocheuses en rives gauche et droite de l'Ourse et à Saint-Bertrand-de-Comminges » (5 147 ha), couvrant 24 communes dont deux dans la Haute-Garonne et 22 dans les Hautes-Pyrénées[26] ;
- le « piémont calcaire, forestier et montagnard du Nistos en rive droite de la Neste » (15 195 ha), couvrant 26 communes dont une dans la Haute-Garonne et 25 dans les Hautes-Pyrénées[27].

## Urbanisme

### Typologie
Au 1er janvier 2024, Saint-Bertrand-de-Comminges est catégorisée commune rurale à habitat dispersé, selon la nouvelle grille communale de densité à sept niveaux définie par l'Insee en 2022.
Elle est située hors unité urbaine. Par ailleurs la commune fait partie de l'aire d'attraction de Saint-Gaudens, dont elle est une commune de la couronne,. Cette aire, qui regroupe 85 communes, est catégorisée dans les aires de moins de 50 000 habitants,.

### Occupation des sols
L'occupation des sols de la commune, telle qu'elle ressort de la base de données européenne d’occupation biophysique des sols Corine Land Cover (CLC), est marquée par l'importance des forêts et milieux semi-naturels (64,6 % en 2018), une proportion identique à celle de 1990 (64,6 %). La répartition détaillée en 2018 est la suivante : 
forêts (60,7 %), prairies (25,1 %), zones agricoles hétérogènes (8 %), milieux à végétation arbustive et/ou herbacée (3,9 %), zones urbanisées (2,2 %). L'évolution de l’occupation des sols de la commune et de ses infrastructures peut être observée sur les différentes représentations cartographiques du territoire : la carte de Cassini (XVIIIe siècle), la carte d'état-major (1820-1866) et les cartes ou photos aériennes de l'IGN pour la période actuelle (1950 à aujourd'hui).

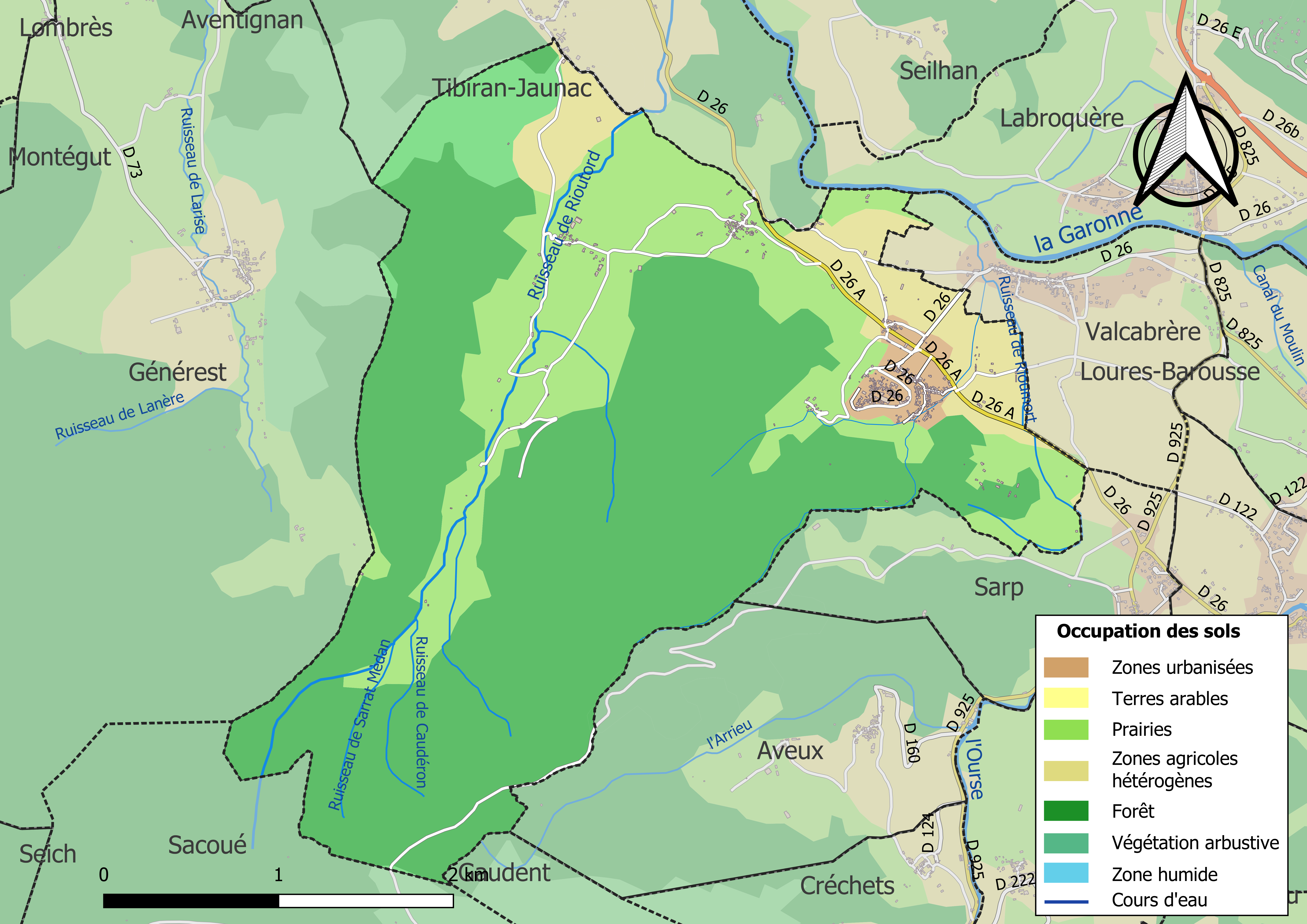
Carte des infrastructures et de l'occupation des sols de la commune en 2018 (CLC).

### Les Hameaux
Quatre hameaux sont sur la commune de Saint-Bertrand-de-Comminges :
- Hameau de Ares
- Hameau de Labat
- Hameau de Saint Martin
- Hameau du Mont.

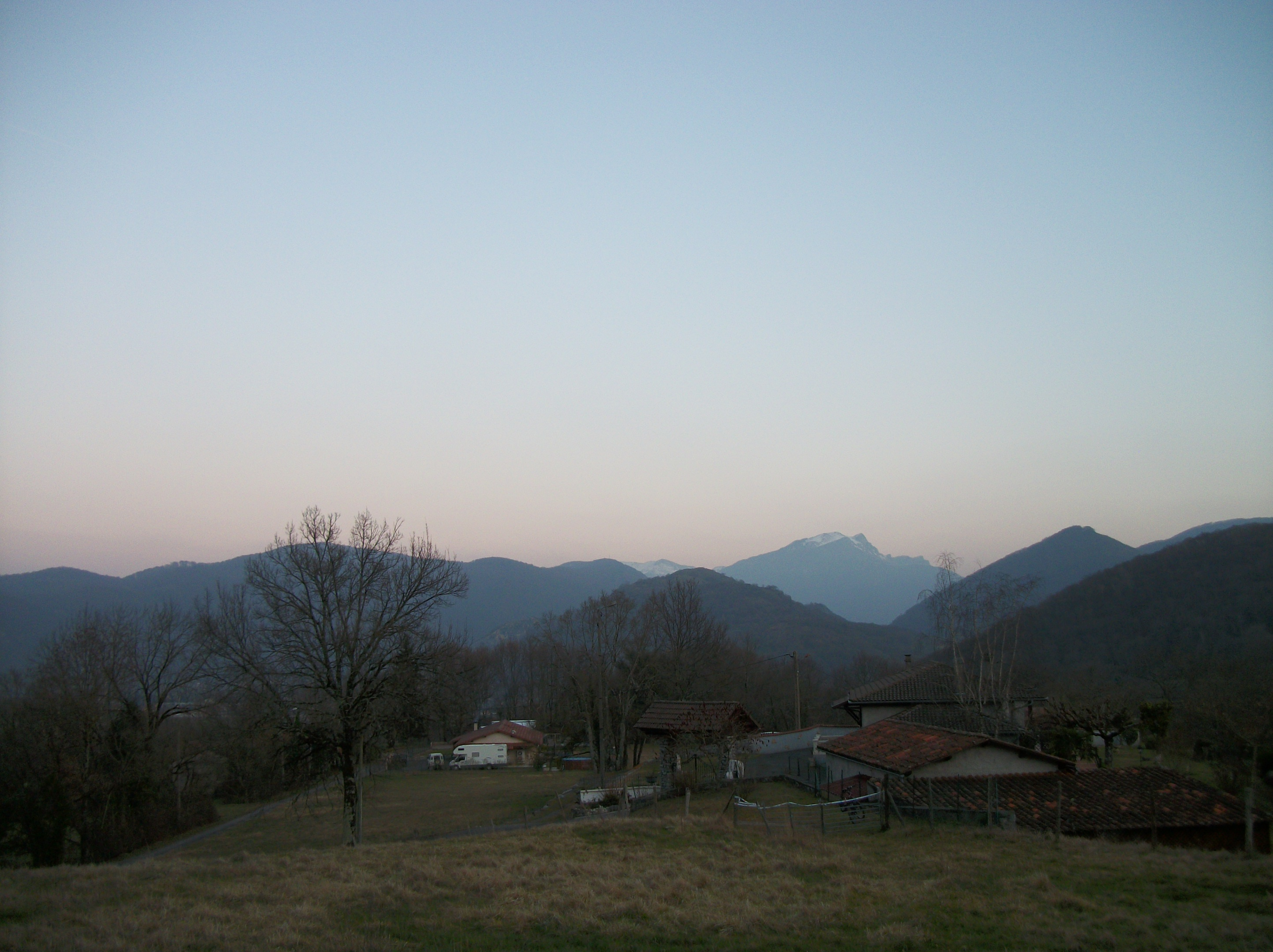
Aperçu du hameau de Ares.
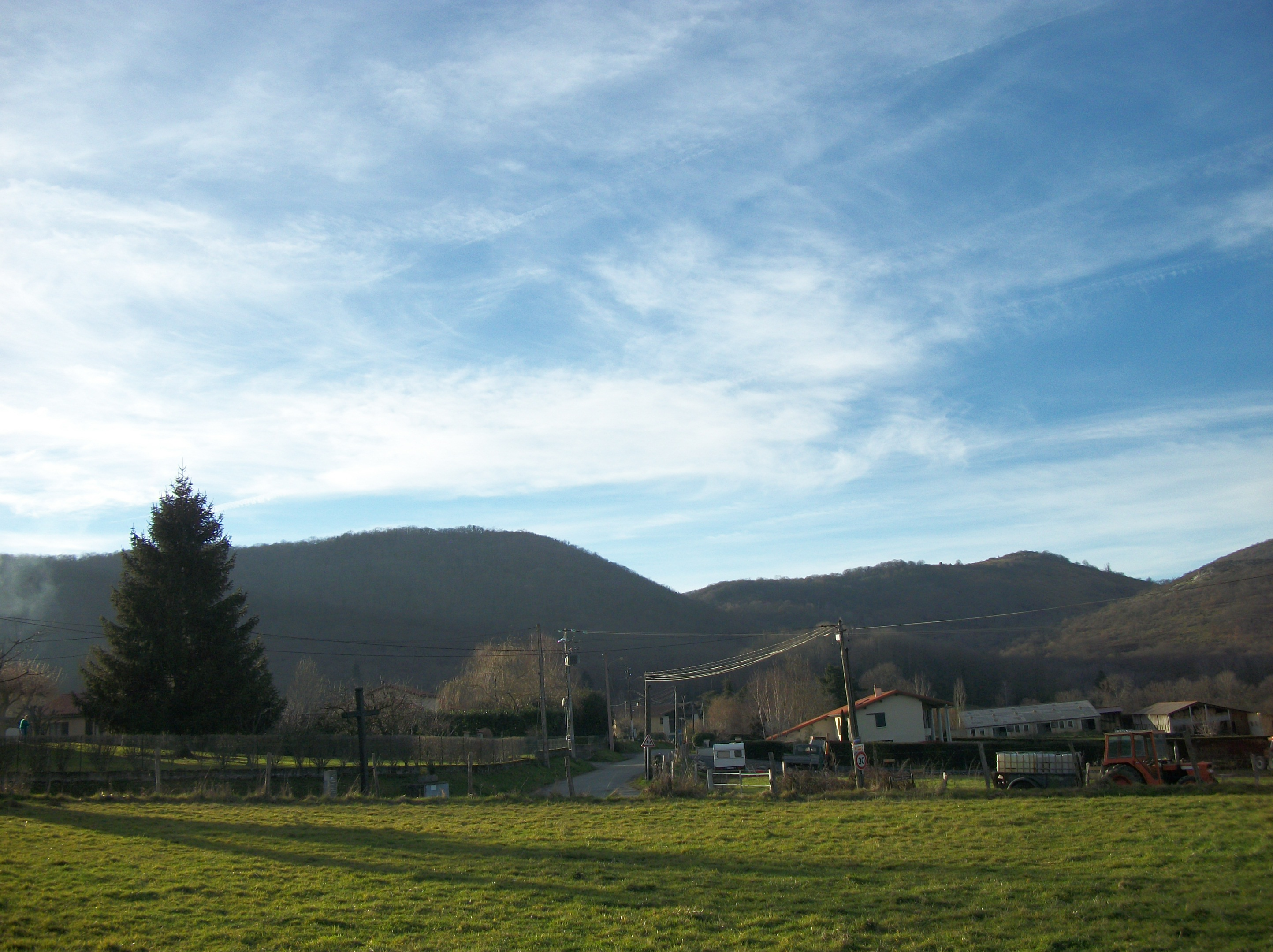
Hameau de Labat.
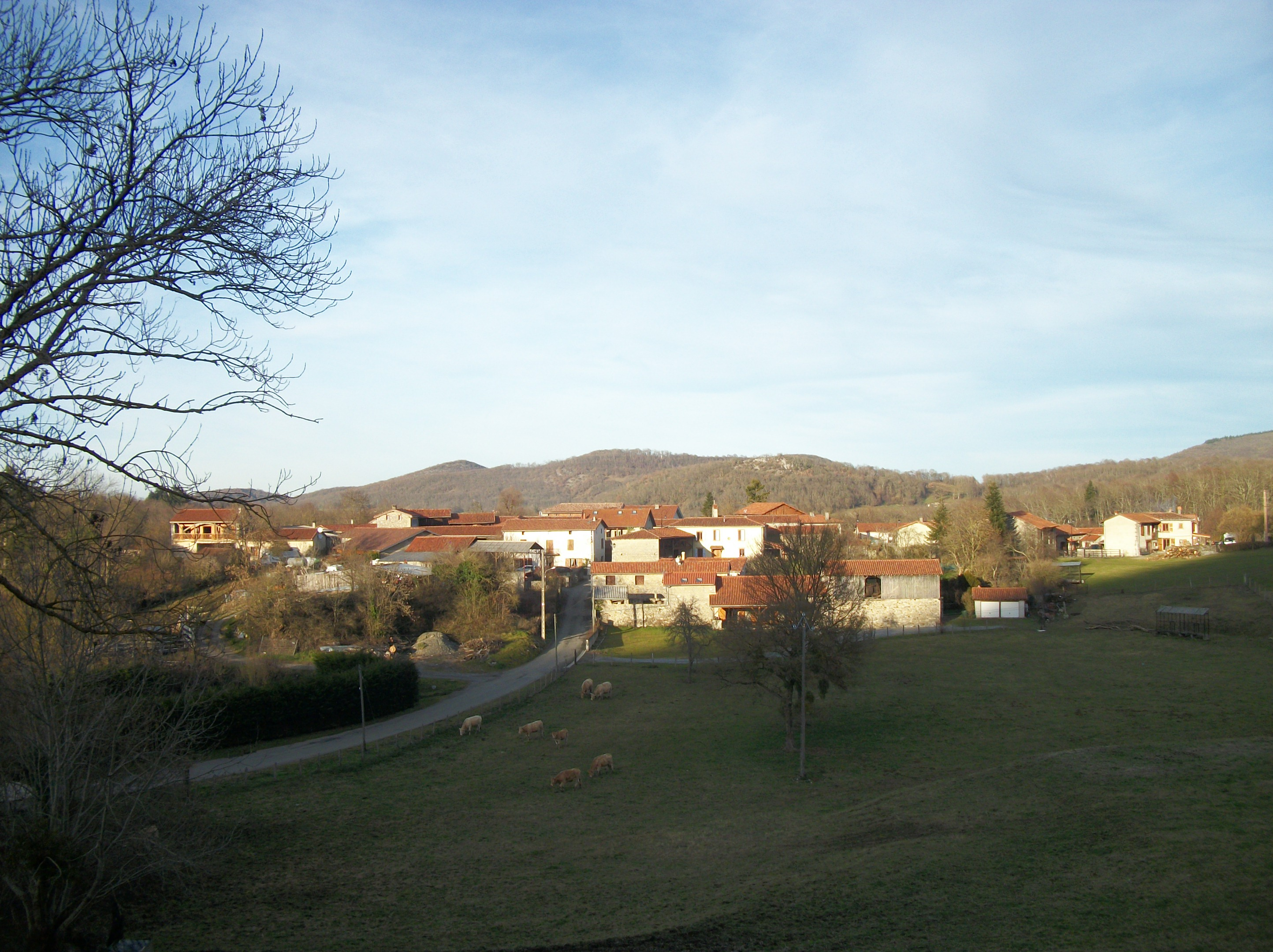
Hameau de Saint-Martin.
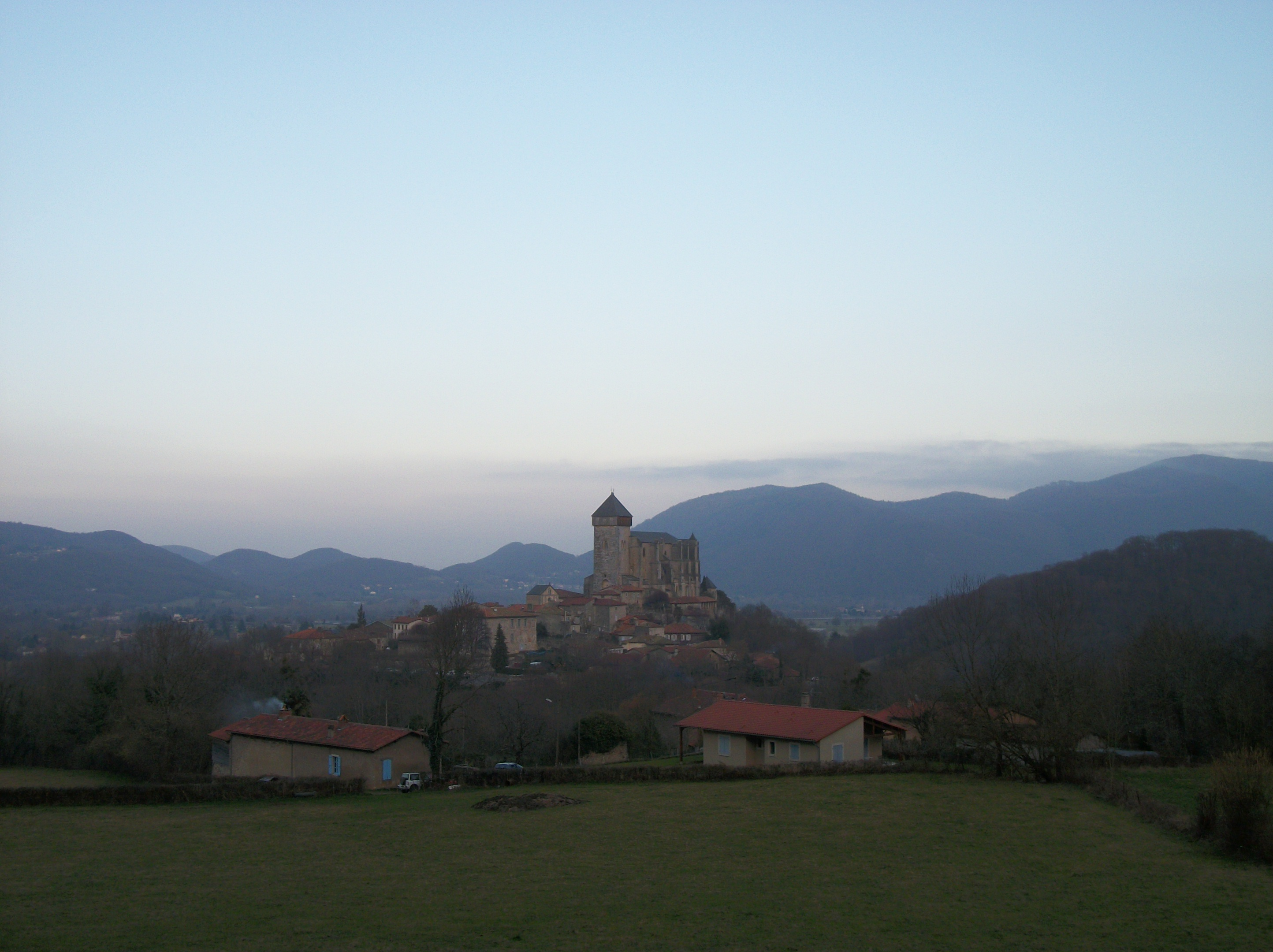
Aperçu du hameau du Mont avec en arrière-plan la ville haute et la cathédrale Notre-Dame de Saint-Bertrand-de-Comminges.

### Voies de communication et transports
Accès : prendre l'autoroute A64 sortie no 18 la route nationale 125 puis les routes départementales D 26 et D 26A, et avec le réseau Arc-en-ciel.

### Risques majeurs
Le territoire de la commune de Saint-Bertrand-de-Comminges est vulnérable à différents aléas naturels : météorologiques (tempête, orage, neige, grand froid, canicule ou sécheresse), inondations, feux de forêts et séisme (sismicité moyenne). Il est également exposé à un risque technologique, la rupture d'un barrage. Un site publié par le BRGM (Bureau de Recherches Géologiques et Minières) permet d'évaluer simplement et rapidement les risques d'un bien localisé soit par son adresse soit par le numéro de sa parcelle.

#### Risques naturels
Certaines parties du territoire communal sont susceptibles d’être affectées par le risque d’inondation par débordement de cours d'eau, notamment La commune a été reconnue en état de catastrophe naturelle au titre des dommages causés par les inondations et coulées de boue survenues en 1982, 1999, 2009 et 2013,.
Un plan départemental de protection des forêts contre les incendies a été approuvé par arrêté préfectoral du 25 septembre 2006. Saint-Bertrand-de-Comminges est exposée au risque de feu de forêt du fait de la présence sur son territoire du massif des piémonts des Pyrénées. Il est ainsi défendu aux propriétaires de la commune et à leurs ayants droit de porter ou d’allumer du feu dans l'intérieur et à une distance de 200 mètres des bois, forêts, plantations, reboisements ainsi que des landes. L’écobuage est également interdit, ainsi que les feux de type méchouis et barbecues, à l’exception de ceux prévus dans des installations fixes (non situées sous couvert d'arbres) constituant une dépendance d'habitation,

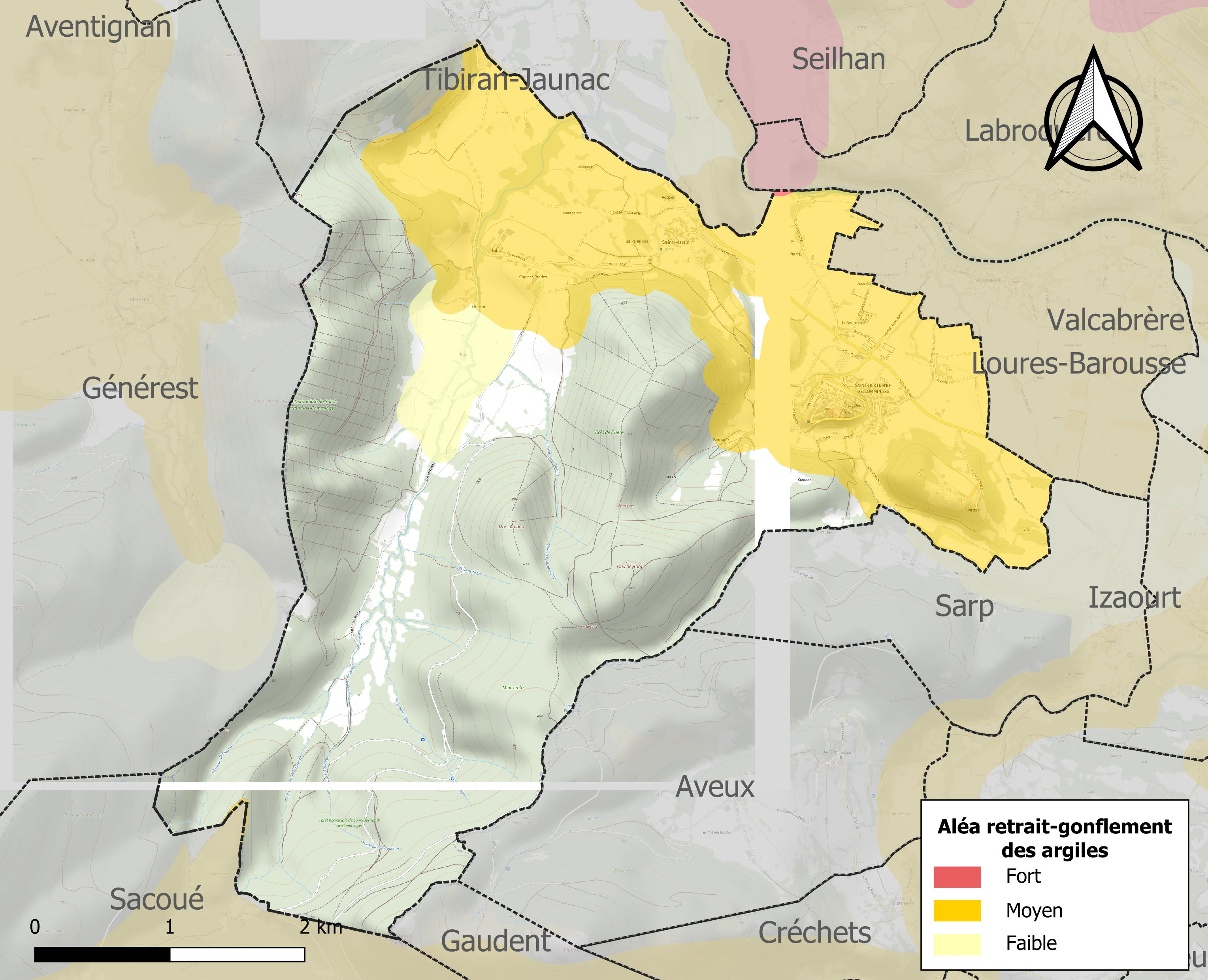
Carte des zones d'aléa retrait-gonflement des sols argileux de Saint-Bertrand-de-Comminges.

Le retrait-gonflement des sols argileux est susceptible d'engendrer des dommages importants aux bâtiments en cas d’alternance de périodes de sécheresse et de pluie. 34,1 % de la superficie communale est en aléa moyen ou fort (88,8 % au niveau départemental et 48,5 % au niveau national). Sur les 176 bâtiments dénombrés sur la commune en 2019, 176 sont en aléa moyen ou fort, soit 100 %, à comparer aux 98 % au niveau départemental et 54 % au niveau national. Une cartographie de l'exposition du territoire national au retrait gonflement des sols argileux est disponible sur le site du BRGM,.
Par ailleurs, afin de mieux appréhender le risque d’affaissement de terrain, l'inventaire national des cavités souterraines permet de localiser celles situées sur la commune.
Concernant les mouvements de terrains, la commune a été reconnue en état de catastrophe naturelle au titre des dommages causés par la sécheresse en 1989 et par des mouvements de terrain en 1999.

#### Risques technologiques
La commune est en outre située en aval des barrages du Portillon sur la Neste d'Oô et de Cap de Long sur la Neste de Couplan (Hautes-Pyrénées). À ce titre elle est susceptible d’être touchée par l’onde de submersion consécutive à la rupture d'un de ces ouvrages.

## Toponymie
La commune porte le nom de Saint Bertrand de Comminges, évêque et patron de Comminges.

## Histoire

### Antiquité

#### Naissance

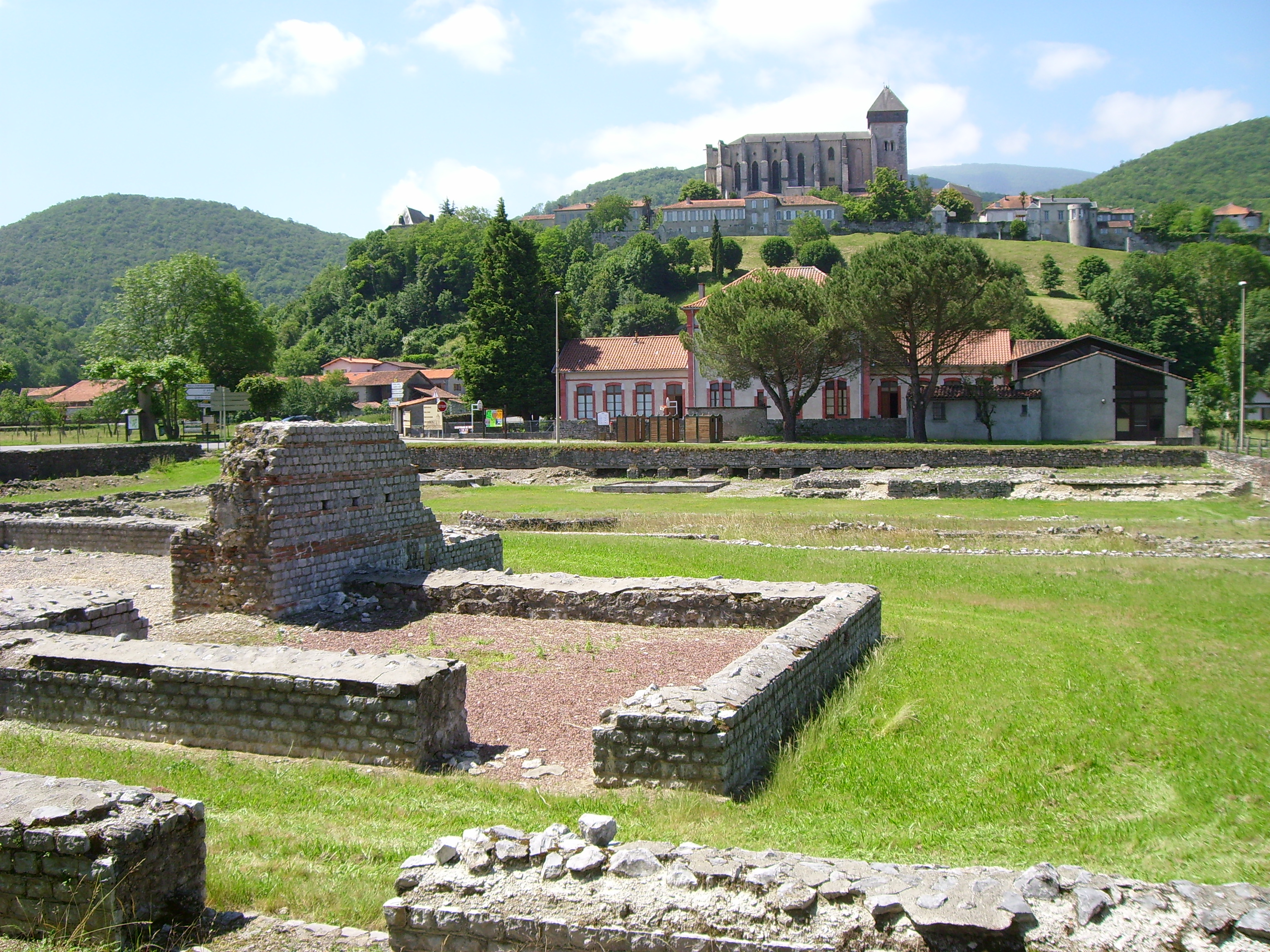
Saint-Bertrand-de-Comminges : les ruines antiques (thermes du forum) et la cathédrale médiévale.

Avant la conquête de la région par les Romains, la région est le siège des Convènes (peuple ibéroaquitain, différent des Gaulois).
Selon Saint-Jérôme, dans un texte de la fin du IVe siècle, la ville des Convènes, qui devient par la suite Comminges, est fondée par Pompée à la fin de la guerre sertorienne. Mais c'est la seule source qui indique cette fondation. Aucun preuve archéologique ne confirme celle-ci à ce jour.
Vers 72 av. J.-C., le site devient romain, sous le nom de Lugdunum Convenarum. Plus tard, Hérode Antipas s'y serait établi en exil accompagné d'Hérodiade et de sa fille Salomé qui ont laissé des traces dans l'imaginaire local. Il y serait mort.

#### L’époque romaine
Au début du règne d'Auguste, vers les années 20 av. J.-C., la ville connait une première phase de développement, autour d'un champ de foire installé dans la plaine. Ce développement s'inscrit dans une volonté de réorganisation des Gaules, avec la création de la province d'Aquitaine, qui va de la Loire aux Pyrénées et de l'Atlantique à l'Auvergne. L'Empereur octroie à la ville l'usage du droit latin.
Durant trois siècles, la ville se dote d'un centre urbain et de monuments nombreux : forum, temple, thermes, théâtre, trophée, marché, vastes villas aux mosaïques nombreuses… Du fait de sa position géographique, elle joue également le rôle de poste douanier ce qui lui permet de développer une importante activité commerciale.
La ville obtient le titre de « colonie romaine ». C'est un statut privilégié qui témoigne de l'importance de la cité qui, à cette époque, s'étend sur 32 hectares et compte environ 10 000 habitants.
Au IVe siècle, elle est intégrée à la province de Novempopulanie qui est une partie de l'Aquitaine, et perd petit à petit de son importance. Lugdunum devient Civitas Convenarum avant d'être simplement nommée Convenae.
En 410, elle est acquise par les Wisigoths qui ont fait de Toulouse leur capitale ; une partie de la ville est abandonnée tandis que des villas sont restaurées.
Vers 430, la basilique paléochrétienne est construite.
Au Ve siècle, on construit le rempart de la ville haute, mais la ville basse continue à exister et à s'embellir.

### Moyen Âge
Après la mort de Chilpéric Ier, en 585, la ville est assiégée lors du conflit de succession au trône des Mérovingiens : Gondovald, prince franc de Constantinople, tente d'usurper la succession de Gontran, petit-fils de Clovis, réfugié dans Lugdunum, il en chasse l'évêque Rufinus avant que les habitants ne le livrent et la ville haute est incendiée et détruite, selon Grégoire de Tours. Cependant, la basilique paléochrétienne fonctionne toujours après cette date et le quartier du Plan est toujours habité. De plus, des évêques de Lugdunum sont présents lors de différents conciles : Suavis à Agde en 506, Praesidius à Orléans en 533, Amelius à Orléans en 549 ou Priscus de Lyon à Mâcon en 585.
Entre le VIIe siècle et le Xe siècle, on ne connaît pas grand-chose de la ville ; seule certitude, les inhumations autour de la basilique paléochrétienne continuent.

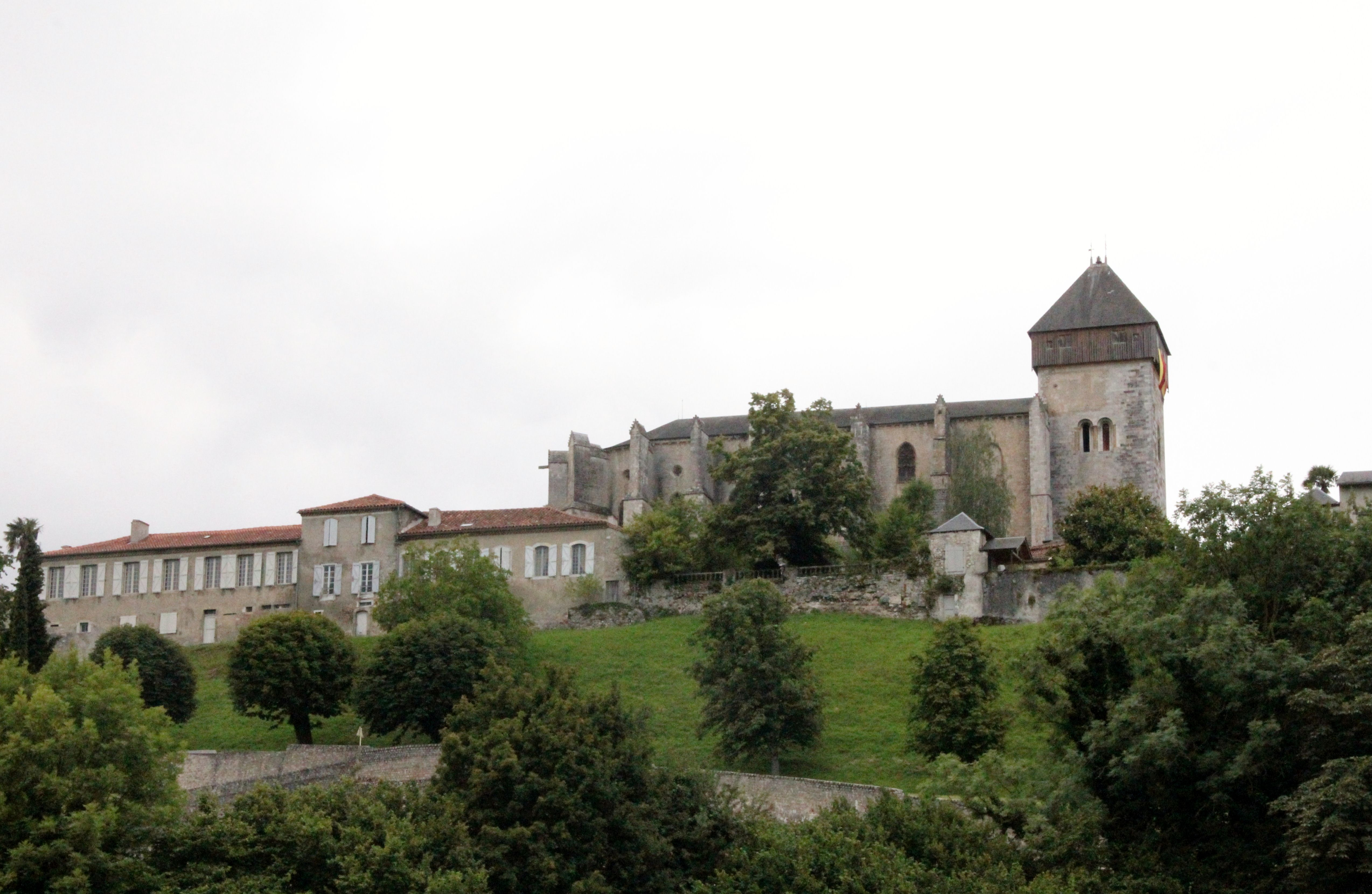
La cathédrale Notre-Dame.

En 1083, Bertrand de l'Isle, petit-fils du comte Guillaume III Taillefer de Toulouse, est élu évêque du Comminges, à la suite de la requête des habitants de Lugdunum à Toulouse. Formé dans l'esprit de la réforme grégorienne, il améliore les conditions de vie de la population en développant l'agriculture, l'élevage et le commerce. Il entreprend la construction de la cathédrale et du cloître. C'est aussi sous son autorité que débute la construction de la basilique Saint-Just de Valcabrère. Dès sa mort, le 16 octobre 1123, il est considéré comme un saint dans la région pyrénéenne.
C'est l'évêque de Comminges Grimoard de Lafaye qui réussit à faire canoniser son prédécesseur Bertrand de l'Isle. En 1218, le pape Honorius III charge l'archevêque d'Auch, l'évêque de Couserans et l'abbé de Bonnefont d'ouvrir une enquête sur l'éventuelle canonisation de Bertrand, à la demande de Grimoard. Cette canonisation, dont on ignore les modalités, est rapide puisque dès 1222 la ville épiscopale est appelée Saint-Bertrand-de-Comminges au lieu de Lugdunum Convenarum.
Vers 1207, la ville possède une charte des coutumes communales,, octroyée par l’évêque Adhémar de Castillon, et son rayonnement s'amplifie grâce à la canonisation de son ancien évêque.
En 1295, le pape Boniface VIII nomme Bertrand de Got, évêque de Comminges. Celui-ci devient, en 1305, premier pape à Avignon, sous le nom de Clément V. En 1304, il lance la construction d'une nouvelle église gothique et en 1309, il y transporte lui-même les reliques de saint Bertrand. Il favorise le culte du saint, faisant de son tombeau le centre d'un grand pèlerinage.
Saint-Bertrand-de-Comminges devient une étape du chemin du piémont pyrénéen pour le pèlerinage de Saint-Jacques-de-Compostelle.
En 1350, l'église gothique est achevée sous l'autorité de Hugues de Castillon. En 1456, le comté de Comminges est rattaché au domaine royal.

### XVIeetXVIIesiècles
En 1535, la cathédrale s'enrichit d'un chœur renaissance et d'un buffet d'orgue.

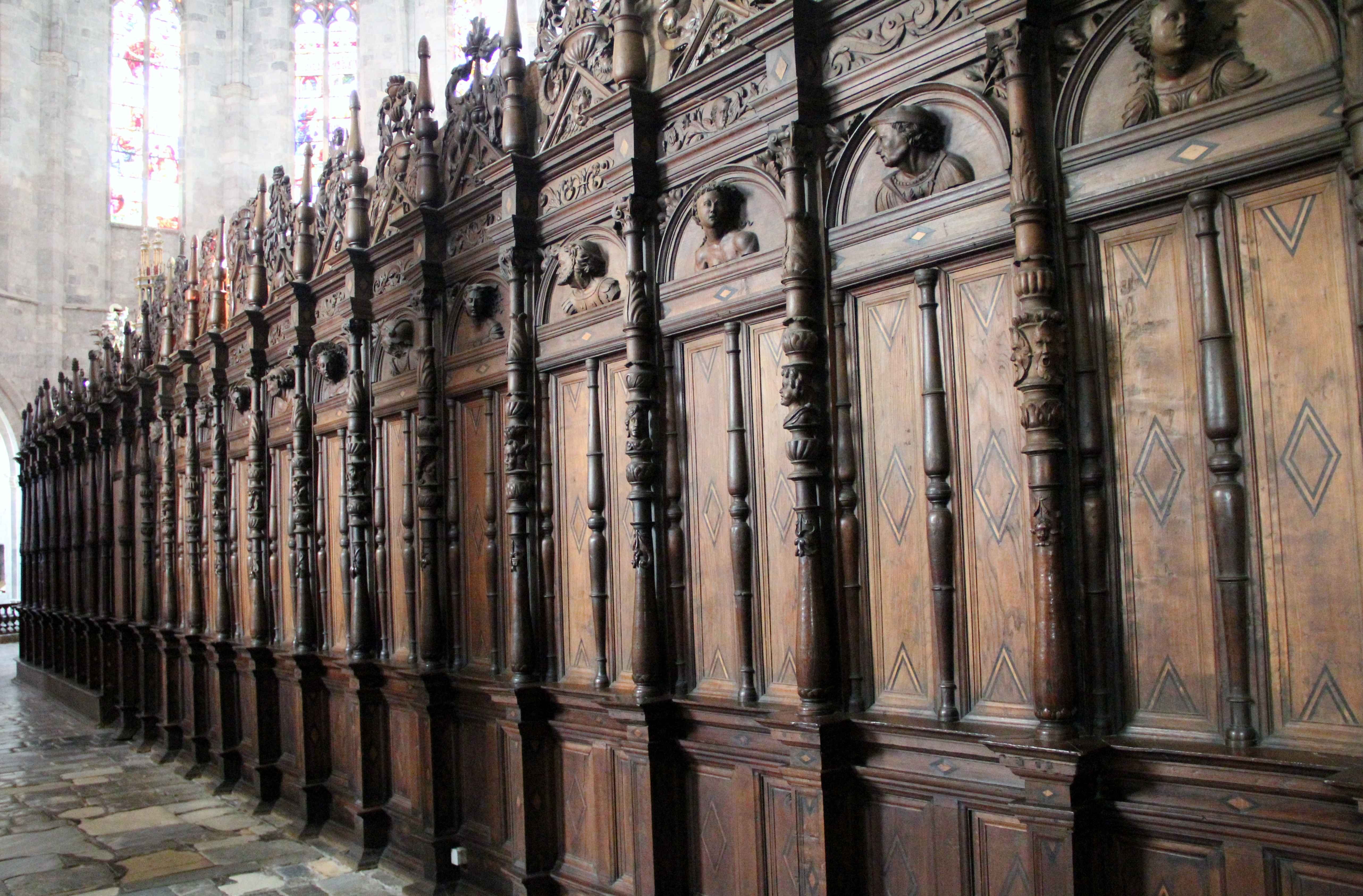
Clôture.
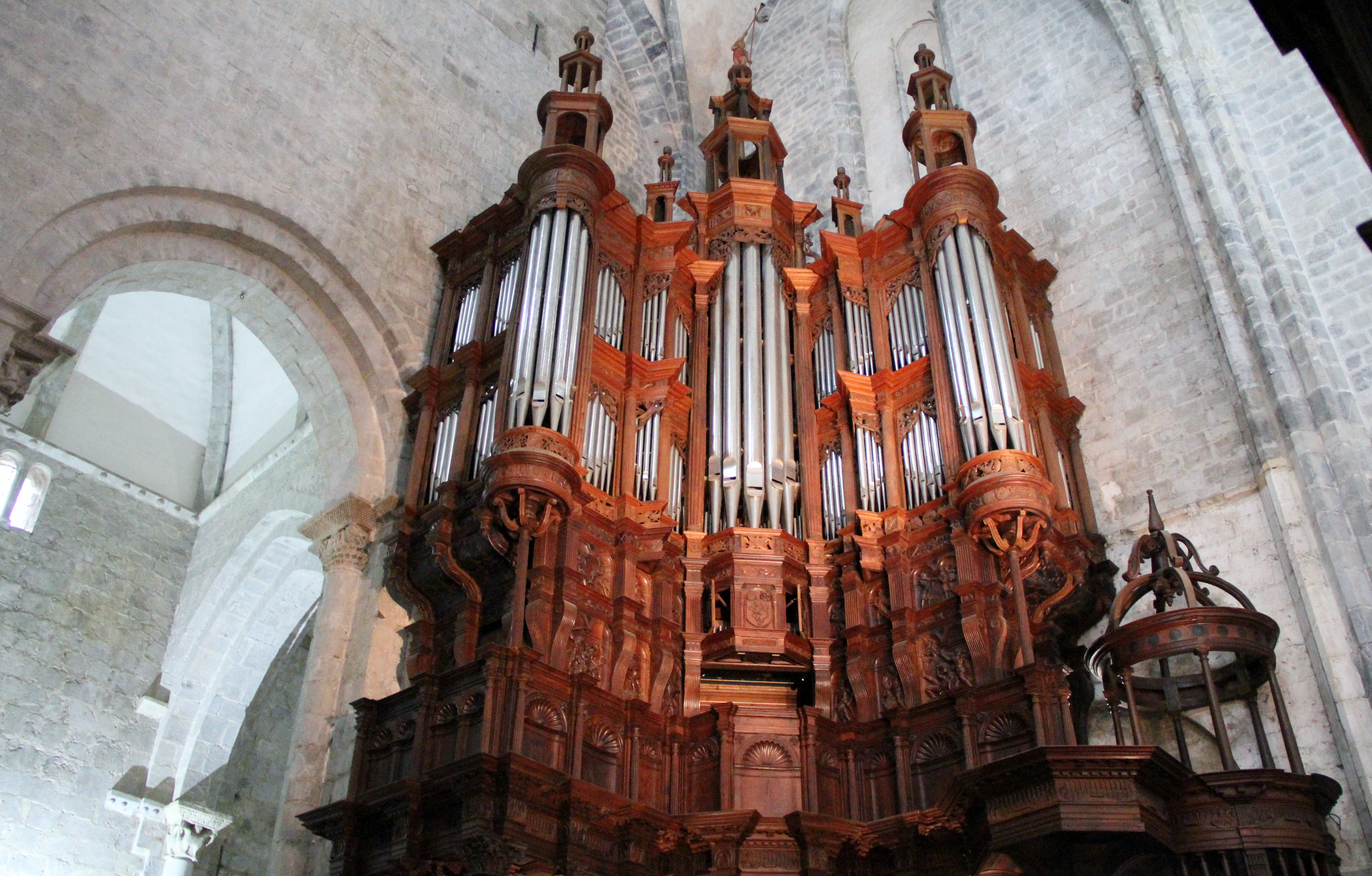
Orgues.
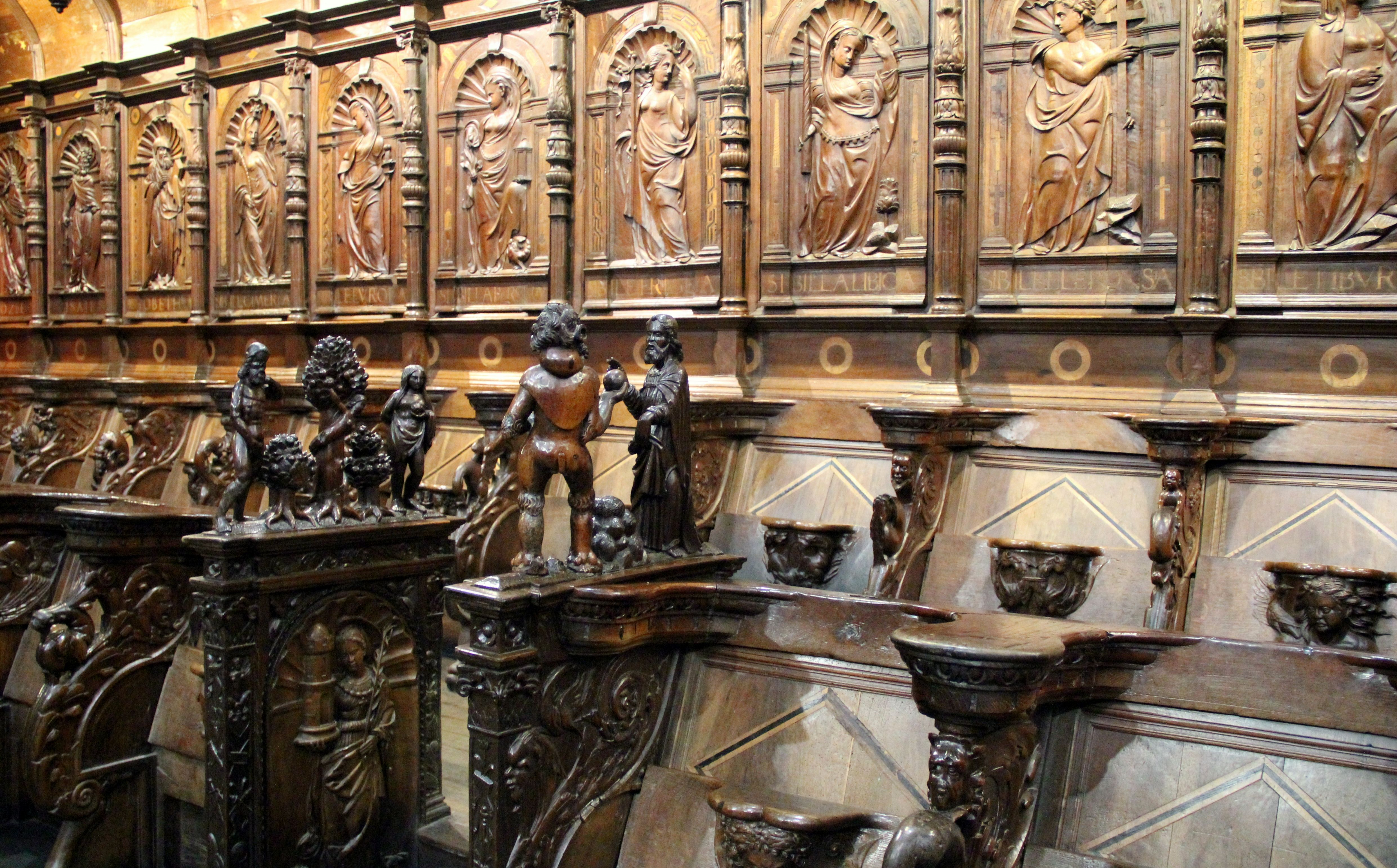
Stalles.
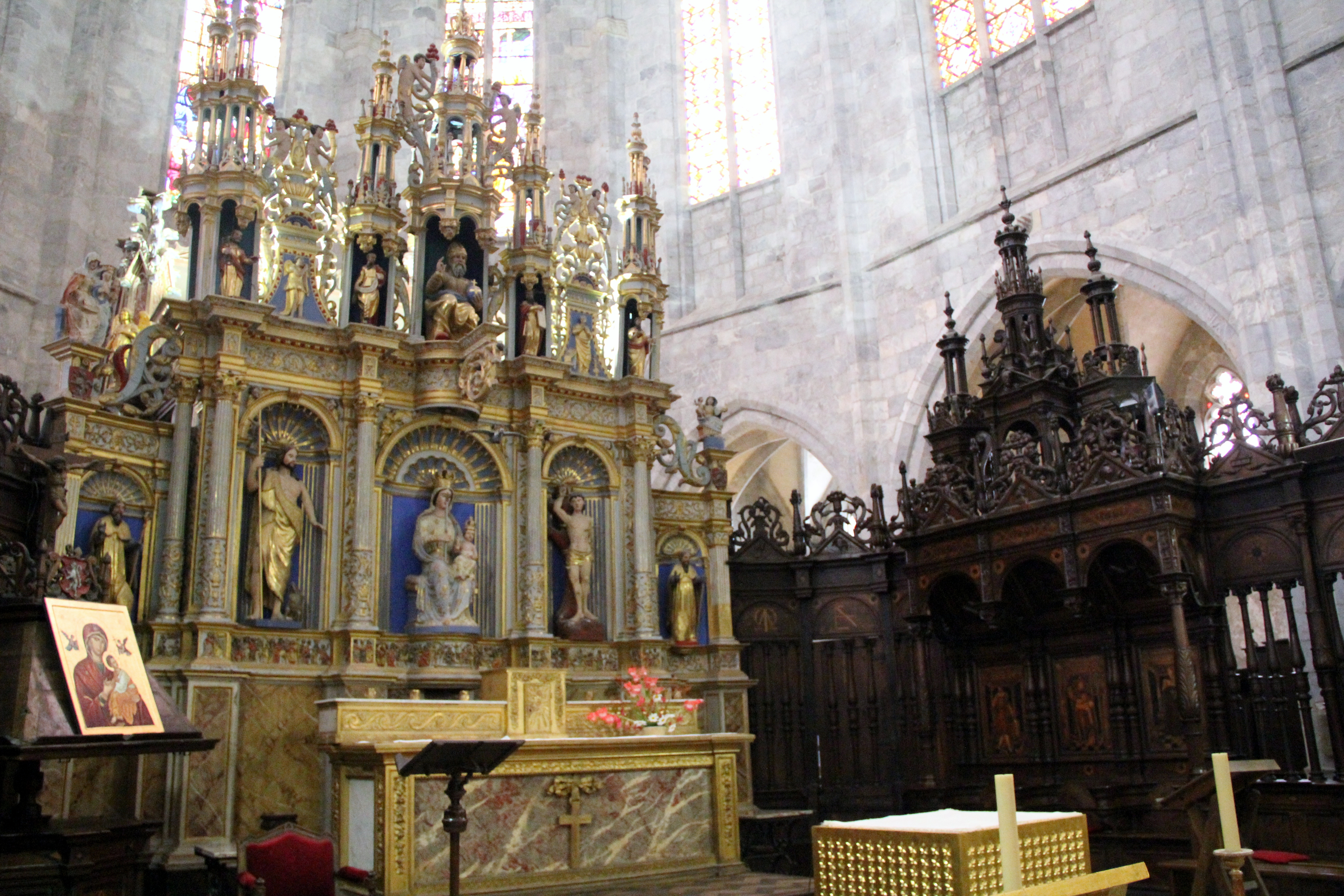
Autel.

En avril 1598, les huguenots pillent plusieurs fois la cathédrale, prenant la châsse mais sans les reliques. Catherine de Médicis intervient pour que soit rendu le bâton de pèlerin de saint Bertrand appelé la Licorne.
Au cours du XVIIe siècle, l'attachement au sanctuaire de Saint-Bertrand s'amplifie sous l'impulsion de Barthélemy de Donadieu de Griet, évêque du Comminges de 1625 à 1637.

### DuXVIIeauXIXesiècle

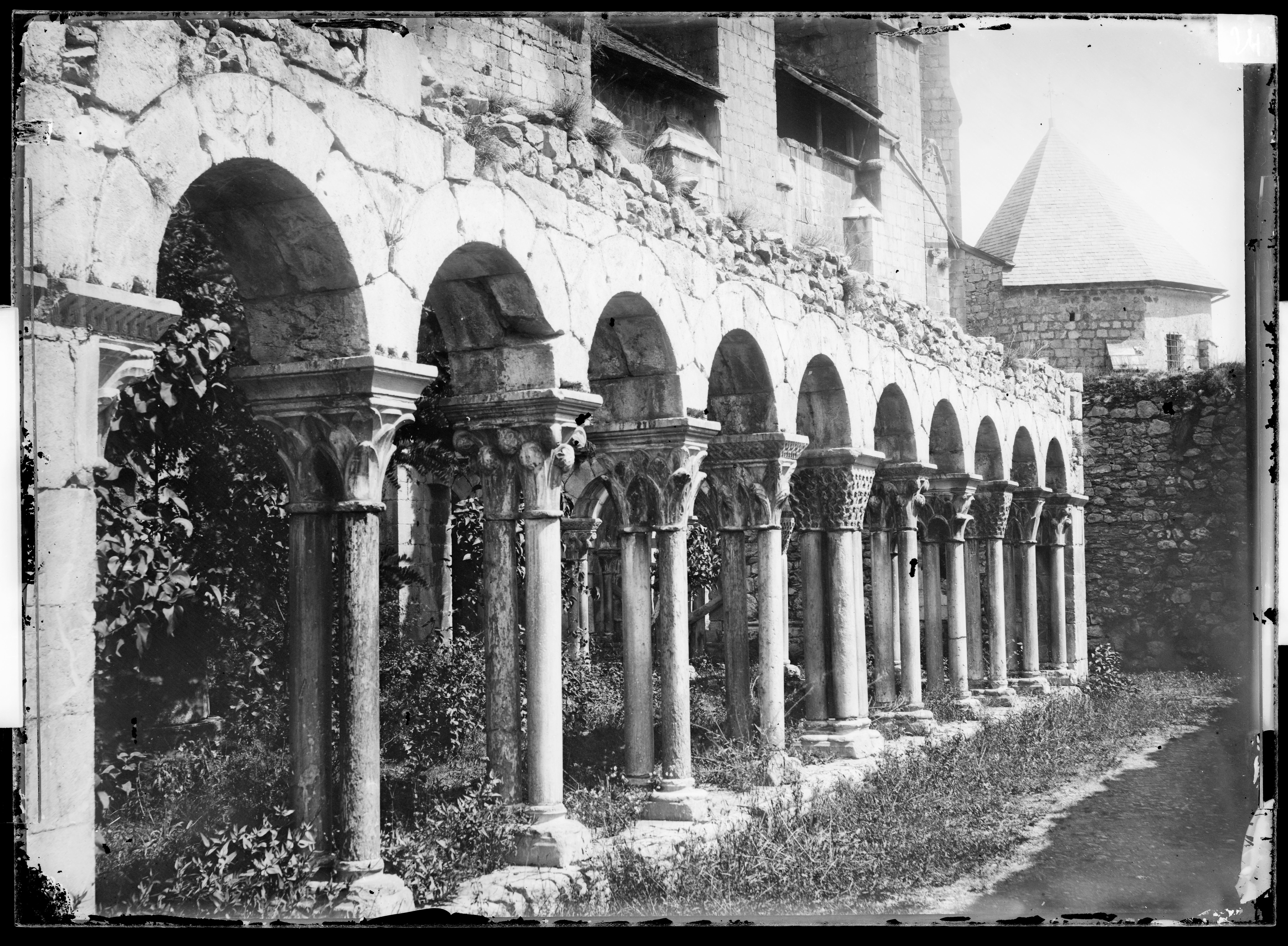
Cloître de Saint-Bertrand-de-Comminges, Eugène Trutat, conservée au muséum de Toulouse.

Au début du XVIIIe siècle, un séminaire est ouvert dans la ville.
Les révolutionnaires épargnent la cathédrale, mais en 1790, l'évêché est démantelé et partagé en trois diocèses : Toulouse et Bayonne en France et La Seu d'Urgell en Espagne, pour le Val d'Aran, appartenant anciennement au diocèse de Saint-Bertrand-de-Comminges. Les reliques ont été cachées par les Commingeois.
En 1793 la Convention change le nom de Saint-Bertrand en « Hauteville ».
Le pèlerinage au tombeau de saint-Bertrand reprend dès 1805, et les jubilés de 1816 et 1822 ont un succès inattendu vu que la ville décline et perd son statut de chef-lieu de canton à la fin du XIXe siècle.

#### Témoignage duMagasin pittoresque1852
« Le canton de St-Bertrand de Comminges est maintenant le chef lieu. On voit près de la ville, sur la Garonne un atelier de marbrerie et une scie hydraulique de marbre à 36 lames. C'est surtout de la Broquère qu'on a la vue du bassin de Saint Bertrand. Il est très boisé et serré de buttes, dont la principale, couronnée de quelques maisons et de la cathédrale comme d'une forteresse, commande à ce qui l'environne, et présente un tableau des plus glorieux. Cette ville agréable, tirée de ses ruines par son évêque, devint un pèlerinage fameux, glorifié par de nombreux miracles. Les montagnards français et espagnols affluaient dans la ville et le faubourg inférieur, à ce point que, jusqu'aux champs et aux vergers, tout fourmillait de ces rustiques adorateurs. Ces souvenirs vivent encore : la belle cathédrale, les gloires du moine de Capadour et les honneurs rendus à ses reliques y rappellent au peuple les splendeurs du Moyen Âge. Les antiquaires seuls remontent plus haut et se souviennent des Romains. »

### DuXXesiècleà aujourd’hui
La commune, qui ne compte plus qu'environ 250 habitants, vit essentiellement du tourisme, surtout sur la ville haute autour de la cathédrale, la ville basse vivant surtout de l'agriculture. Chaque année près de 80 000 touristes visitent les sites de Lugdunum et de Saint-Bertrand-de-Comminges.

## Politique et administration

### Administration municipale
Le nombre d'habitants au recensement de 2011 étant compris entre 100 et 499, le nombre de membres du conseil municipal pour l'élection de 2014 est de onze,.

### Rattachements administratifs et électoraux
Commune faisant partie de la huitième circonscription de la Haute-Garonne, de la communauté de communes des Pyrénées Haut-Garonnaises et du canton de Bagnères-de-Luchon (avant le redécoupage départemental de 2014, Saint-Bertrand-de-Comminges faisait partie de l'ex-canton de Barbazan).

### Liste des maires

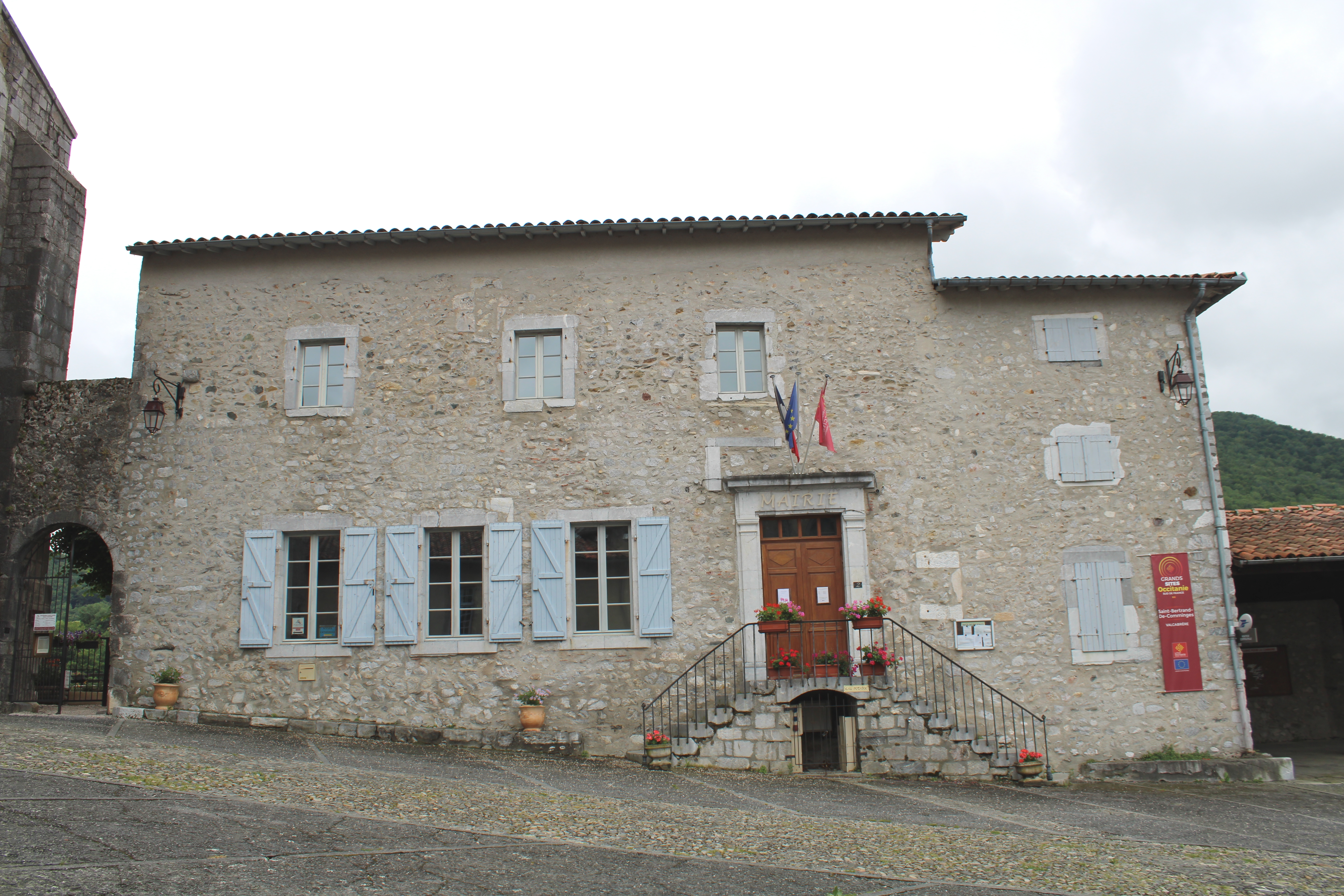
La mairie.

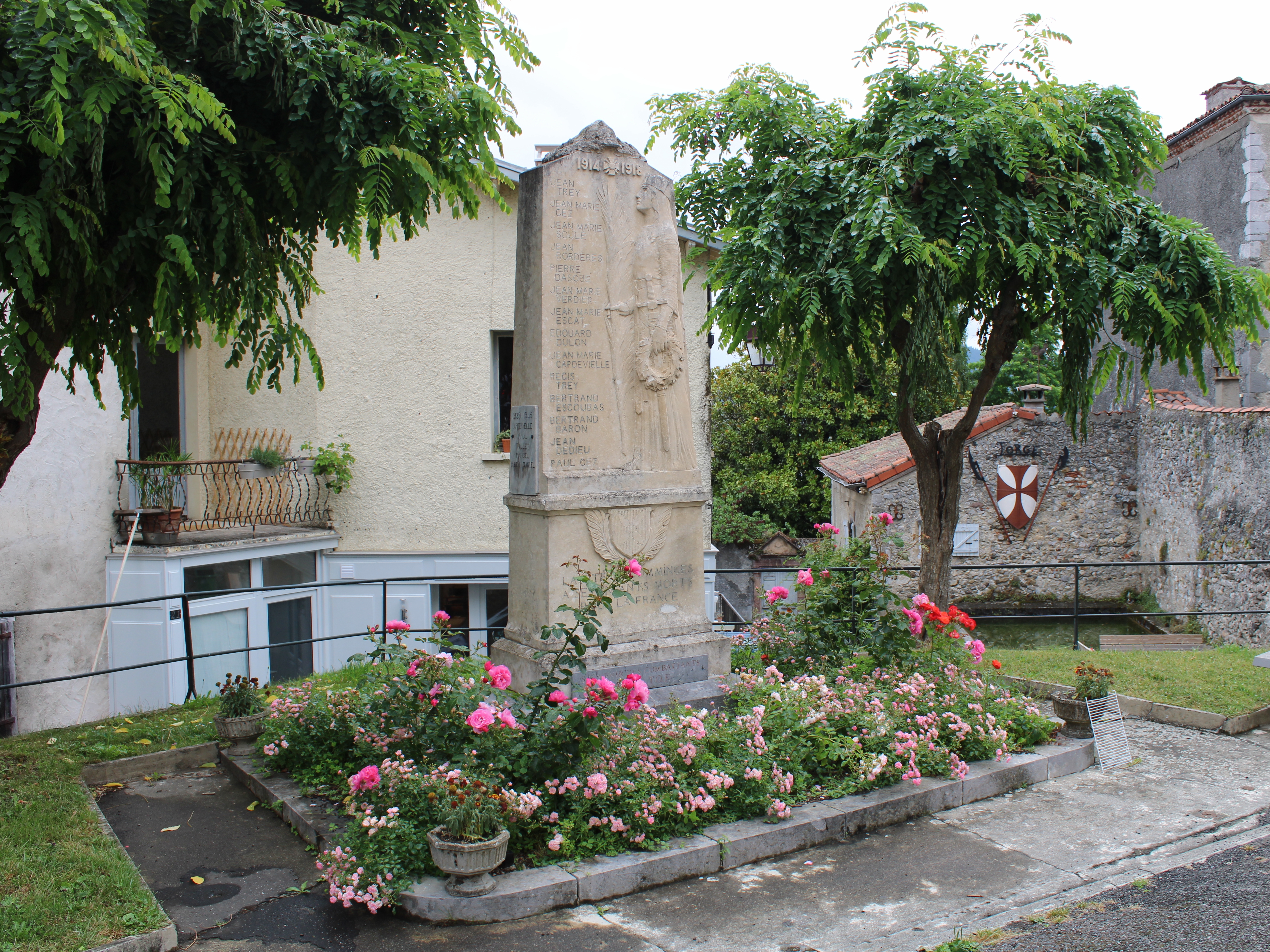
Le monument aux morts.

| Période                                  | Période   | Identité           | Étiquette | Qualité                                |
| ---------------------------------------- | --------- | ------------------ | --------- | -------------------------------------- |
| juin 1995                                | mars 2014 | Michelle Molle     |           |                                        |
| mars 2014                                | En cours  | Marie-Claire Uchan | SE        | Suppléante du député PS Joël Aviragnet |
| Les données manquantes sont à compléter. |           |                    |           |                                        |

### Jumelages
- Isábena (Espagne), 2018[51]

## Population et société

### Démographie
Ses habitants sont appelés les Commingeois.
L'évolution du nombre d'habitants est connue à travers les recensements de la population effectués dans la commune depuis 1793. Pour les communes de moins de 10 000 habitants, une enquête de recensement portant sur toute la population est réalisée tous les cinq ans, les populations de référence des années intermédiaires étant quant à elles estimées par interpolation ou extrapolation. Pour la commune, le premier recensement exhaustif entrant dans le cadre du nouveau dispositif a été réalisé en 2004.

En 2022, la commune comptait 233 habitants, en évolution de −5,67 % par rapport à 2016 (Haute-Garonne : +8,02 %, France hors Mayotte : +2,11 %).
| 1793 | 1800 | 1806 | 1821 | 1831 | 1836 | 1841 | 1846 | 1851 |
| ---- | ---- | ---- | ---- | ---- | ---- | ---- | ---- | ---- |
| 714  | 746  | 841  | 788  | 847  | 865  | 909  | 896  | 861  |

| 1856 | 1861 | 1866 | 1872 | 1876 | 1881 | 1886 | 1891 | 1896 |
| ---- | ---- | ---- | ---- | ---- | ---- | ---- | ---- | ---- |
| 744  | 745  | 716  | 711  | 641  | 718  | 655  | 626  | 584  |

| 1901 | 1906 | 1911 | 1921 | 1926 | 1931 | 1936 | 1946 | 1954 |
| ---- | ---- | ---- | ---- | ---- | ---- | ---- | ---- | ---- |
| 581  | 588  | 555  | 512  | 509  | 459  | 392  | 391  | 357  |

| 1962 | 1968 | 1975 | 1982 | 1990 | 1999 | 2004 | 2006 | 2009 |
| ---- | ---- | ---- | ---- | ---- | ---- | ---- | ---- | ---- |
| 324  | 317  | 251  | 228  | 217  | 237  | 240  | 252  | 259  |

| 2014 | 2019 | 2022 | - | - | - | - | - | - |
| ---- | ---- | ---- | - | - | - | - | - | - |
| 243  | 240  | 233  | - | - | - | - | - | - |

| selon la population municipale des années : | 1968 | 1975 | 1982 | 1990 | 1999 | 2006 | 2009 | 2013 |
| Rang de la commune dans le département      | 203  | 271  | 289  | 331  | 330  | 332  | 338  | 350  |
| Nombre de communes du département           | 592  | 582  | 586  | 588  | 588  | 588  | 589  | 589  |

### Enseignement
Saint-Bertrand-de-Comminges fait partie de l'académie de Toulouse.

### Culture et festivités
Le village fait partie de l'association « Les Plus Beaux Villages de France ».

#### Événements
- Festival international de musique du Comminges (orgue et musique sacrée)[61].
- Journée de la littérature jeunesse et de l'écrit de Saint-Bertrand-de-Comminges (livres et spectacles pour enfants)[62].
- The Village est un événement expérientiel annuel créé en 2017 à l’initiative de La Tribune et d’INCO en partenariat avec la Région Occitanie[63],[64],[65].

Installations de The Village 2019 en ville basse le lendemain de l'événement
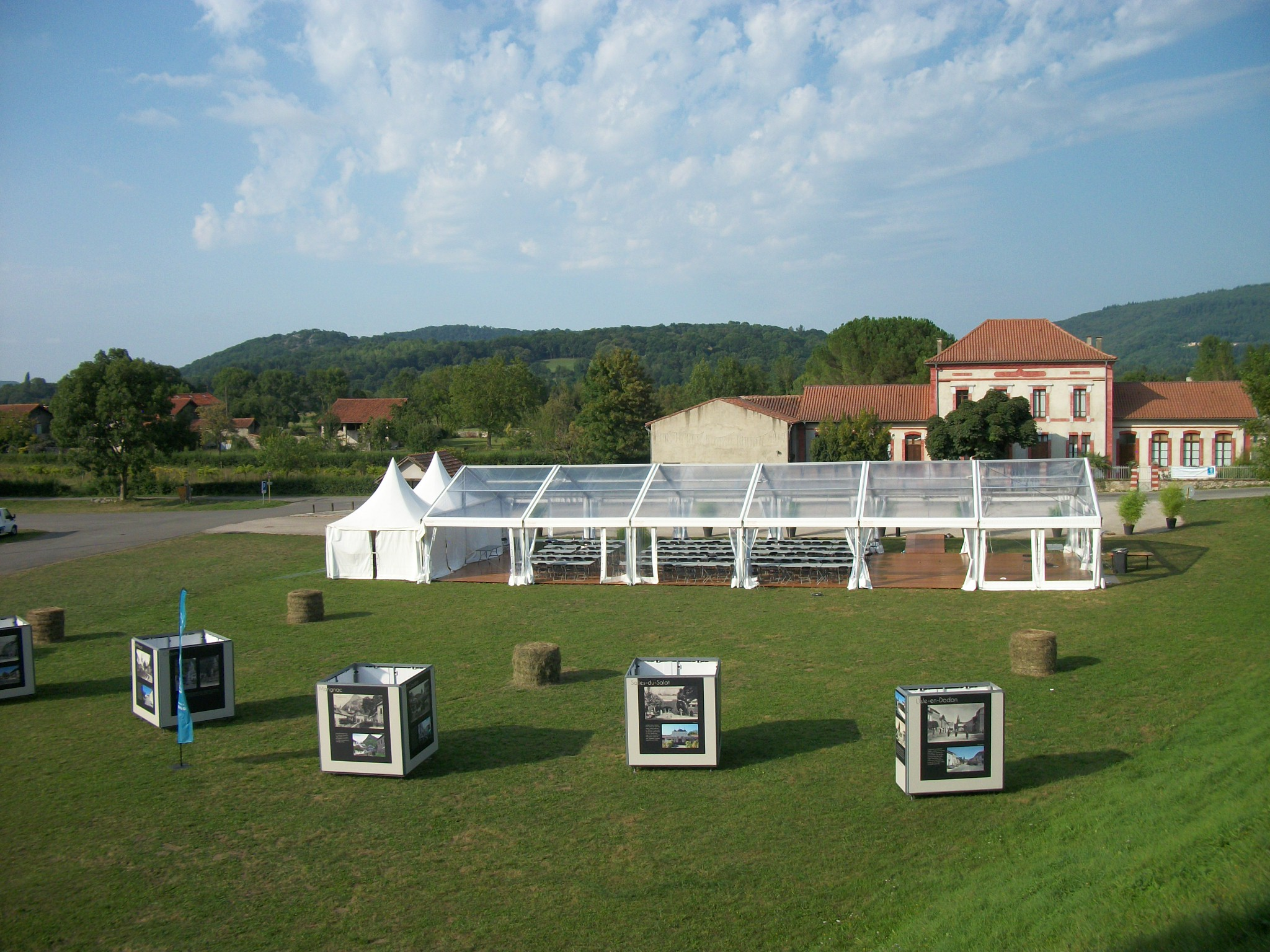
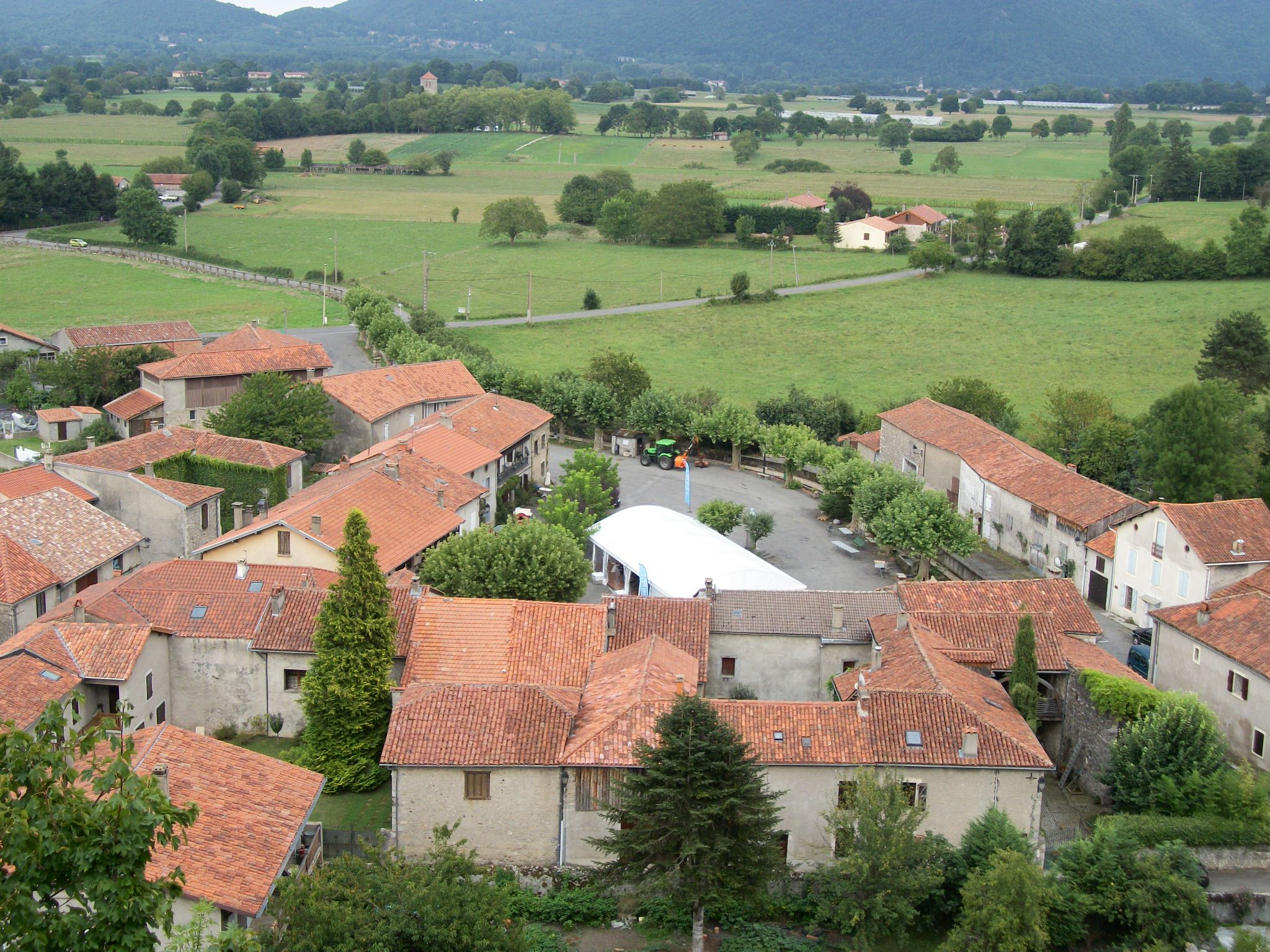

### Activités sportives
Randonnée pédestre (GR 86 sentier de grande randonnée, Chemins de Compostelle), chasse, pétanque, lieu de passage de la 12e étape du Tour de France 2017, 12e étape du Tour de France 2015, 11e étape du Tour de France 2008.
En 2020, Saint-Bertrand-de-Comminges a accueilli Zomb'in The Dark, une course d'orientation à thématique zombie.

## Économie

### Revenus
En 2018  (données Insee publiées en septembre 2021), la commune compte 111 ménages fiscaux, regroupant 227 personnes. La médiane du revenu disponible par unité de consommation est de 19 640 € (23 140 € dans le département).

### Emploi
|                | 2008  | 2013  | 2018  |
| -------------- | ----- | ----- | ----- |
| Commune        | 5,8 % | 7,7 % | 9,6 % |
| Département    | 7,7 % | 9,6 % | 9,3 % |
| France entière | 8,3 % | 10 %  | 10 %  |

En 2018, la population âgée de 15 à 64 ans s'élève à 136 personnes, parmi lesquelles on compte 74,1 % d'actifs (64,4 % ayant un emploi et 9,6 % de chômeurs) et 25,9 % d'inactifs,. En  2018, le taux de chômage communal (au sens du recensement) des 15-64 ans est supérieur à celui du département, mais inférieur à celui de la France, alors qu'il était inférieur à celui du département et de la France en 2008.
La commune fait partie de la couronne de l'aire d'attraction de Saint-Gaudens, du fait qu'au moins 15 % des actifs travaillent dans le pôle,. Elle compte 52 emplois en 2018, contre 43 en 2013 et 51 en 2008. Le nombre d'actifs ayant un emploi résidant dans la commune est de 91, soit un indicateur de concentration d'emploi de 57,5 % et un taux d'activité parmi les 15 ans ou plus de 48,4 %.
Sur ces 91 actifs de 15 ans ou plus ayant un emploi, 22 travaillent dans la commune, soit 24 % des habitants. Pour se rendre au travail, 78,9 % des habitants utilisent un véhicule personnel ou de fonction à quatre roues, 1,1 % les transports en commun, 11,1 % s'y rendent en deux-roues, à vélo ou à pied et 8,9 % n'ont pas besoin de transport (travail au domicile).

### Activités hors agriculture
24 établissements sont implantés  à Saint-Bertrand-de-Comminges au 31 décembre 2019. Le tableau ci-dessous en détaille le nombre par secteur d'activité et compare les ratios avec ceux du département,.
Le secteur du commerce de gros et de détail, des transports, de l'hébergement et de la restauration est prépondérant sur la commune puisqu'il représente 54,2 % du nombre total d'établissements de la commune (13 sur les 24 entreprises implantées  à Saint-Bertrand-de-Comminges), contre 25,9 % au niveau départemental.

### Agriculture
|               | 1988 | 2000 | 2010 | 2020 |
| ------------- | ---- | ---- | ---- | ---- |
| Exploitations | 18   | 16   | 11   | 9    |
| SAU (ha)      | 267  | 254  | 188  | 232  |

La commune est dans les « Pyrénées centrales », une petite région agricole occupant le sud du département de la Haute-Garonne, massif montagneux où s’étagent les vallées profondes, la forêt et les zones intermédiaires, les estives. En 2020, l'orientation technico-économique de l'agriculture  sur la commune est l'élevage de bovins, pour la viande. Neuf exploitations agricoles ayant leur siège dans la commune sont dénombrées lors du recensement agricole de 2020 (18 en 1988). La superficie agricole utilisée est de 232 ha,,.

## Culture locale et patrimoine

### Lieux et monuments

#### Saint-Bertrand-de-Comminges

##### Sont inscrits au Patrimoine mondial de l'UNESCO
En 1998, ont été inscrits au patrimoine mondial de l'humanité au titre des « chemins de Compostelle en France » les monuments suivants,, :
- l'ancienne cathédrale Notre-Dame ;
- la basilique Saint-Just de Valcabrère ;
- la basilique paléochrétienne[73] ;
- la chapelle Saint-Julien[73].

##### Sont classés au titre desmonuments historiques
- L'ancienne cathédrale Notre-Dame datant des XIe, XIIe, XIVe et XVIe siècles[74],[75]. La cathédrale est devenu aujourd'hui l'église paroissiale Sainte-Marie.
- Le cloître datant des XIIe, XIIIe et XIVe siècles[75],[76].
- La demeure aujourd'hui musée archéologique départemental (les Olivétains II) datant du XVIe ? et XVIIIe siècle[77]. Le musée a été créé en 1927 après la découverte en 1926 des statues du trophée impérial découvert morcelé en 133 fragments au pied de la façade occidentale du temple du forum dédié à Auguste, vers 13-10 av. J.-C. Placé sur un socle de 6 m de long et 3 m de large il représentait un trophée naval rappelant la victoire d'Actium, et deux trophées terrestres représentant la Gaule et l'Espagne soumises à Rome[78],[79],[80],[81],[82]. Il a été installé en 1930 dans la chapelle des Olivétains qui est à côté de la cathédrale. Le premier conservateur a été Bertrand Sapène, instituteur de Saint-Bertrand-de-Comminges qui a consacré sa vie aux fouilles, assisté de R. Gavelle qui a fait l'inventaire des collections. Le musée a été enrichi en 1931 par l'achat de la collection du baron Louis de Fiancette d'Agos (1816-1892), amateur passionné. Le musée a alors été agrandi dans l'ancienne gendarmerie. Les collections ont été rachetées en 1985 par le Conseil général de la Haute-Garonne[83].
- Les ruines antiques de Lugdunum Convenarum datant de l'époque gallo-romaine[84].
- Une stèle (cippe funéraire) en marbre placée sur le tympan de la Porte Mayou[85].

##### Sont inscrits à l'inventaire desmonuments historiques
- La Maison Bridaut datant des XVe et XIXe siècles[86], sa tourelle date du XVe siècle[87]. Elle abritait le bureau de poste.
- La porte Cabirole datant des XVIIe et XVIIIe siècles[88].
- L'enceinte de la ville haute datant des IVe, Ve, XIIe et XIIIe siècles puis des XVIe, XVIIe et XVIIIe siècles[89],[90].
- La porte nord de la ville dite Majou[91].
- Les anciens remparts gallo-romains datant de l'époque gallo-romaine[92]. Ils ont été classés le 13 décembre 1956[93].

##### Sont inscrits à l'inventaire général du patrimoine culturel
- Les bâtiments conventuels de l'ancienne cathédrale Notre-Dame[94].
- L'hôtel de Comminges datant des XVIe et XVIIIe siècles[95]. La peinture monumentale décorant la cheminée d'une salle du rez-de-chaussée datant du XVIe siècle est classée au titre objet des monuments historiques[96].
- L'hôtel, puis évêché datant du XVIe siècle[97].
- La maison, dite Magasin Beyret datant des XVe et XVIe siècles[98].
- L'hôtel, dit Hôtel « La Misère » datant du XVIIIe siècle[99].
- La maison Sabathier datant du XVIe siècle[100] ?
- La maison Barat datant du XVe ou XVIe siècle[101].

#### Ville haute
- La chapelle Notre-Dame des Bénédictins-Olivétains de style néo-gothique, inaugurée le 2 juillet 1866 sous le vocale de l'Immaculée-Conception, était la nouvelle église du monastère des Bénédictins-Olivétains. La chapelle et les bâtiments annexes ont été acquis et restaurés en 1989 par le département de la Haute-Garonne, et ont été transformés en centre culturel et office de tourisme[102].
- Le musée archéologique conserve des vestiges gallo-romains classés au titre objet des monuments historiques :
  - un sarcophage, 3 stèles et 8 dalles funéraires en marbre blanc[103] ;
  - 4 chapiteaux mérovingiens et gallo-romains[104] ;
  - 14 bas-reliefs et un sarcophage en marbre et calcaire[105] ;
  - 11 plaques funéraires et 7 piédestaux en marbre[106] ;
  - 4 revêtements de sol en mosaïques en marbre[107] ;
  - deux fragments de tuyaux de canalisation en plomb du réseau urbain des eaux provenant du forum[108] ;
  - 12 bustes en marbre blanc[109] ;
  - 5 chapiteaux en marbre blanc, dont un datant du Bas-Empire, deux de l'époque mérovingienne et deux autres de l'époque gallo-romaine[110] ;
  - un ensemble de 72 autels votifs en marbre[111] ;
  - 8 antéfixes en marbre blanc, calcaire et terre cuite[112] ;
  - 14 statues en marbre blanc[113].
- Statue de la Vierge à l'Enfant.
- Statue de saint Jacques.
- Statue de saint Bertrand et de la Vierge à l'Enfant au-dessus d'une fontaine.
- Statue de saint Bertrand au cloître.
- Fontaines.

#### Ville basse
- Vestiges de la ville antique de Lugdunum Convenarum.
- Basilique paléochrétienne du Ve siècle à côté de la chapelle Saint-Julien.
- Les granges de la ville basse.
- Fontaine.
- Abreuvoirs.
- Maisons à colombages.

#### Hameau Saint-Martin
- Chapelle.
- Ancien abreuvoir.
- Château de Barsous aménagé en chambres d'hôtes depuis l'automne 2018[114].
- Statue de Notre-Dame de Lourdes.

#### Hameau Labat
- Croix et statue de la Vierge à l'Enfant.

#### Galerie

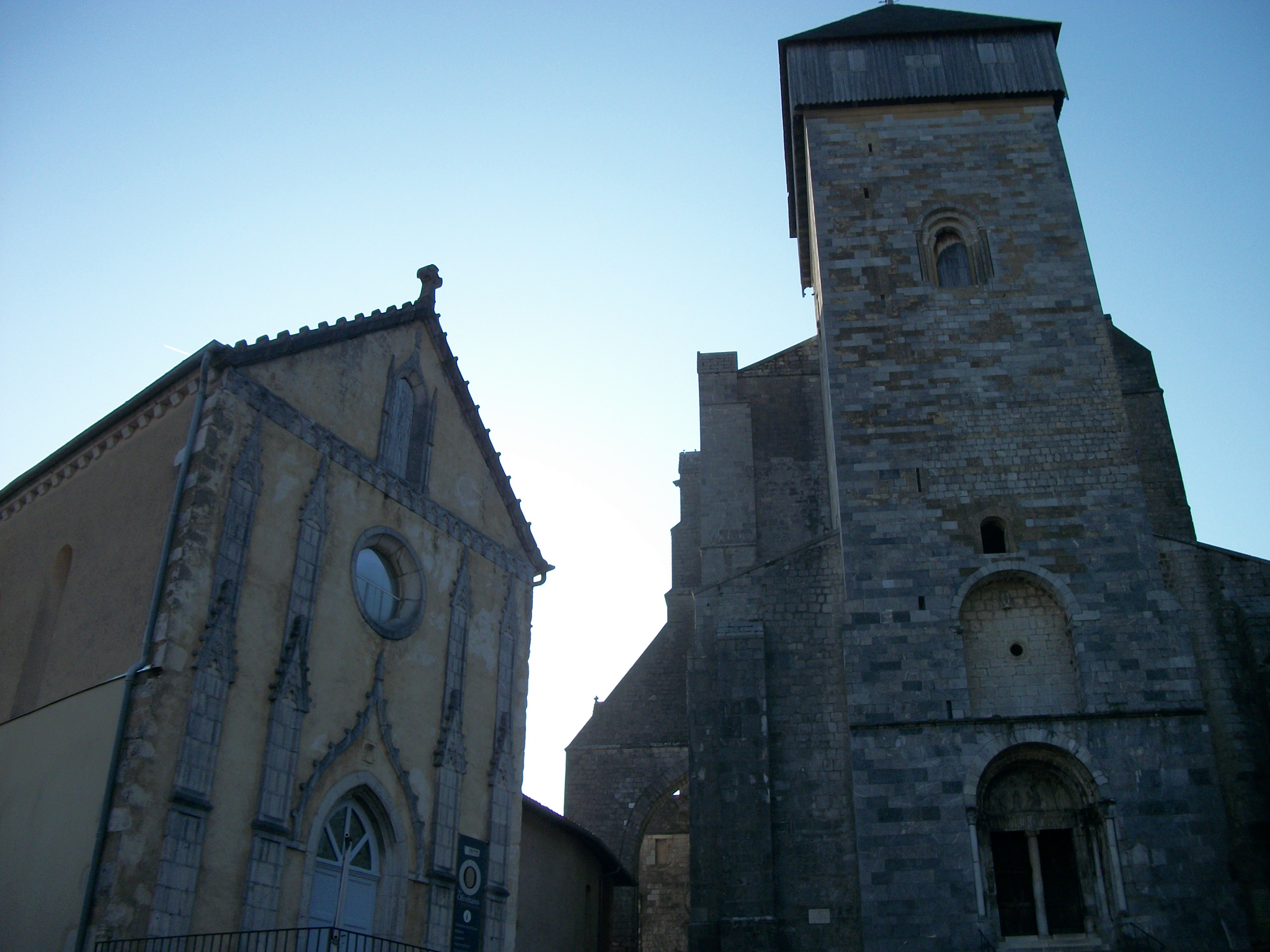
La chapelle Notre-Dame des Bénédictins-Olivétains et l'ancienne cathédrale Sainte-Marie.
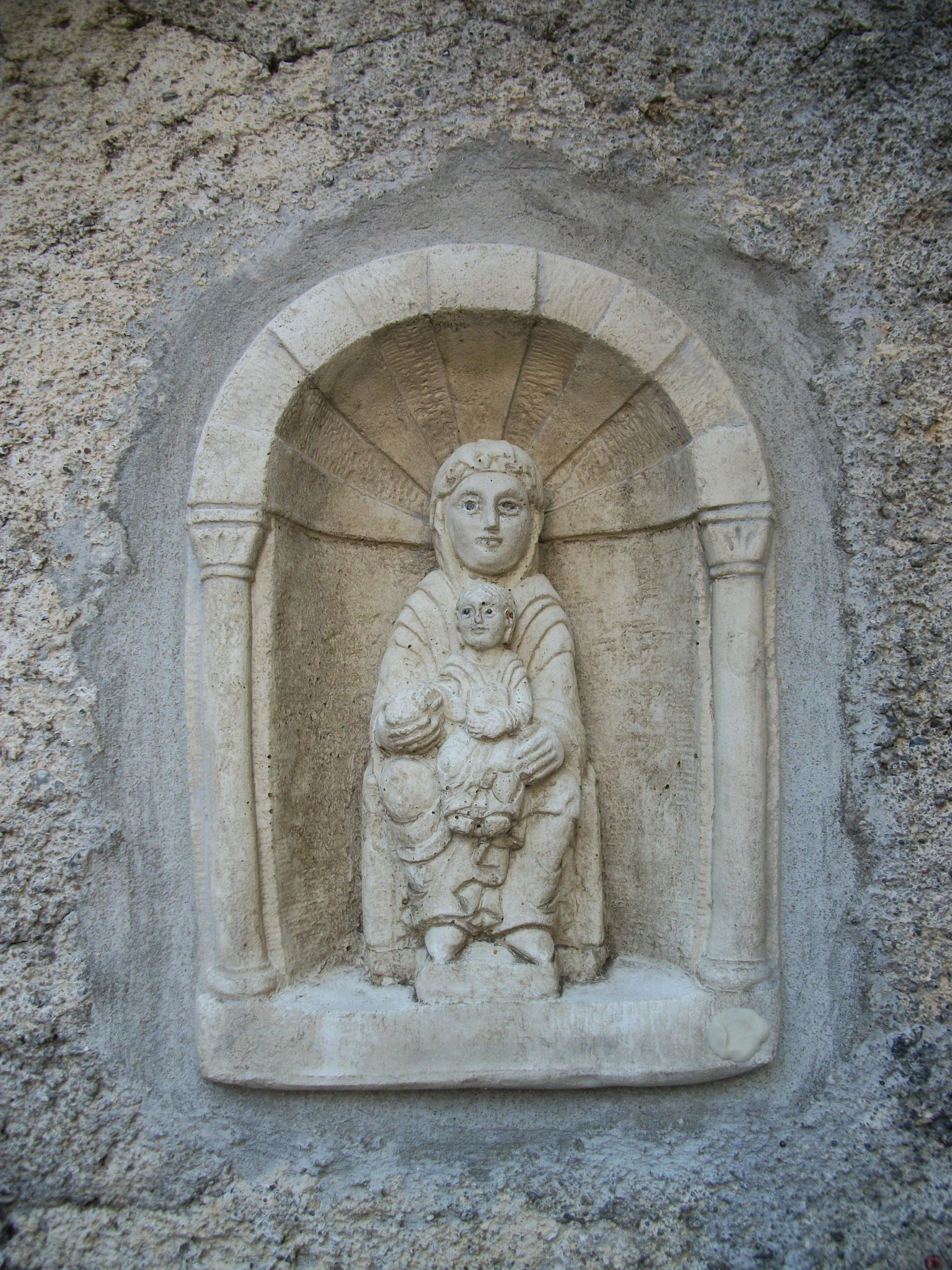
Statue de la Vierge Marie à l'enfant.
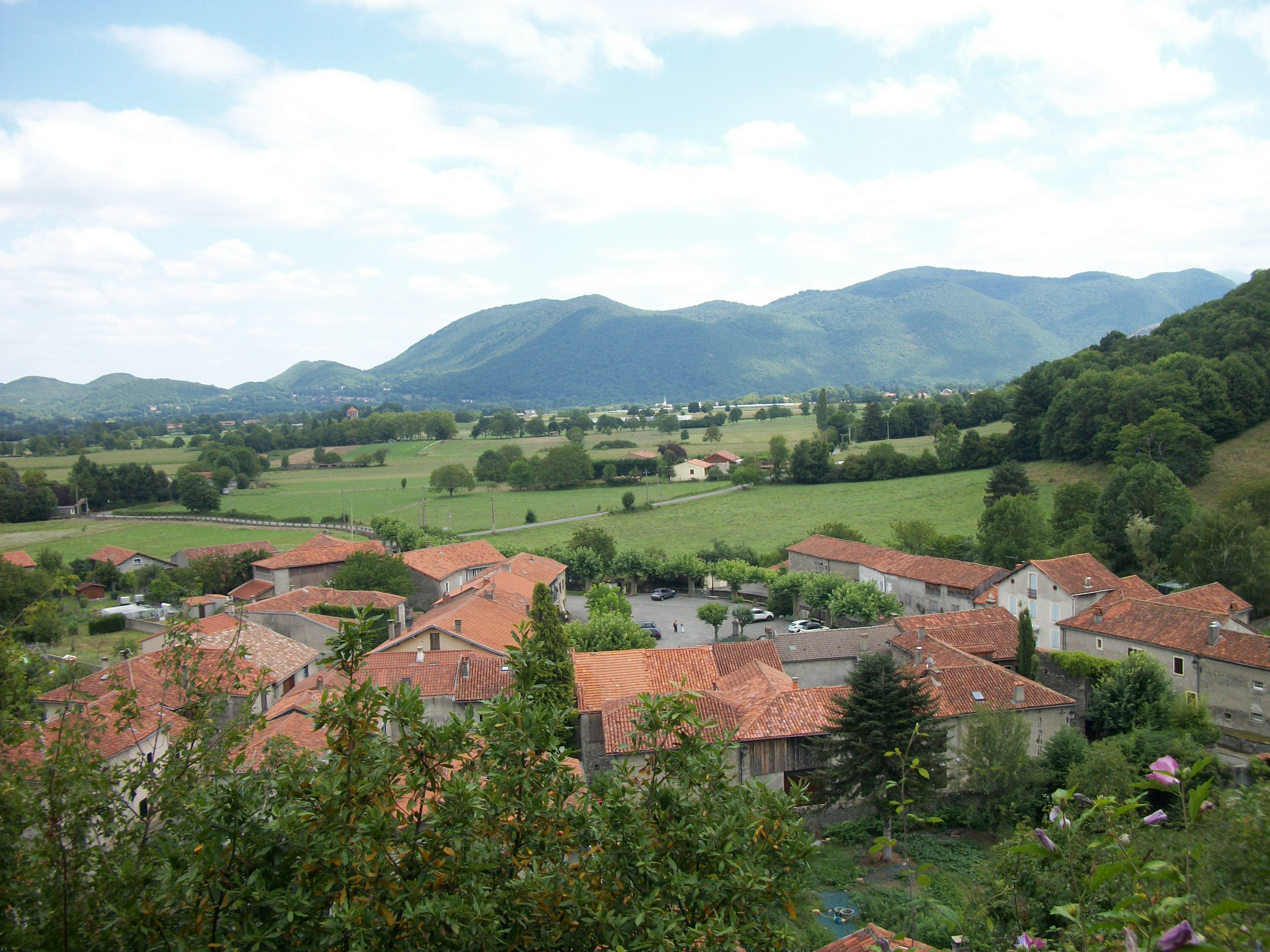
Vue sur la ville basse.
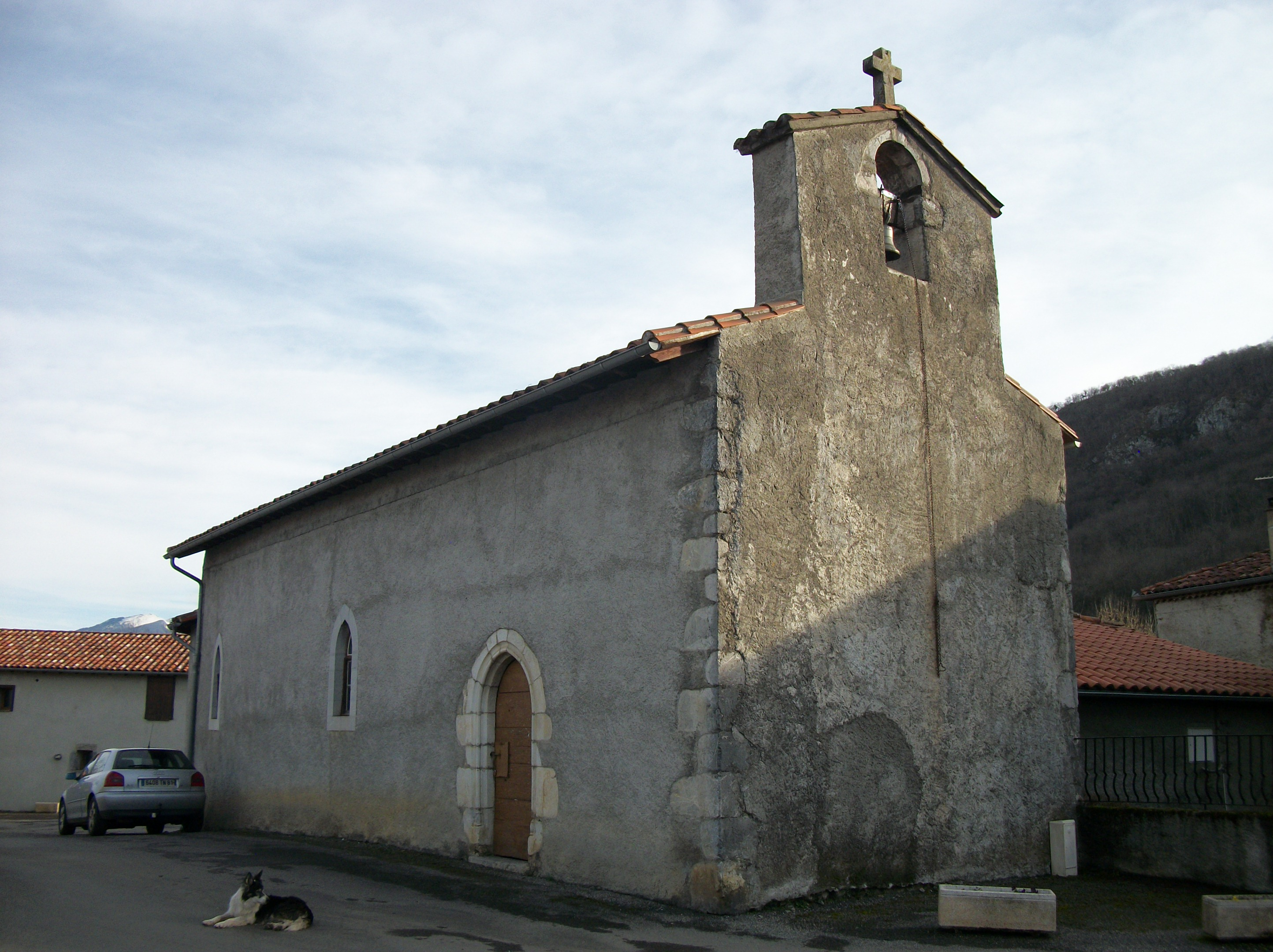
Chapelle, Hameau Saint-Martin.
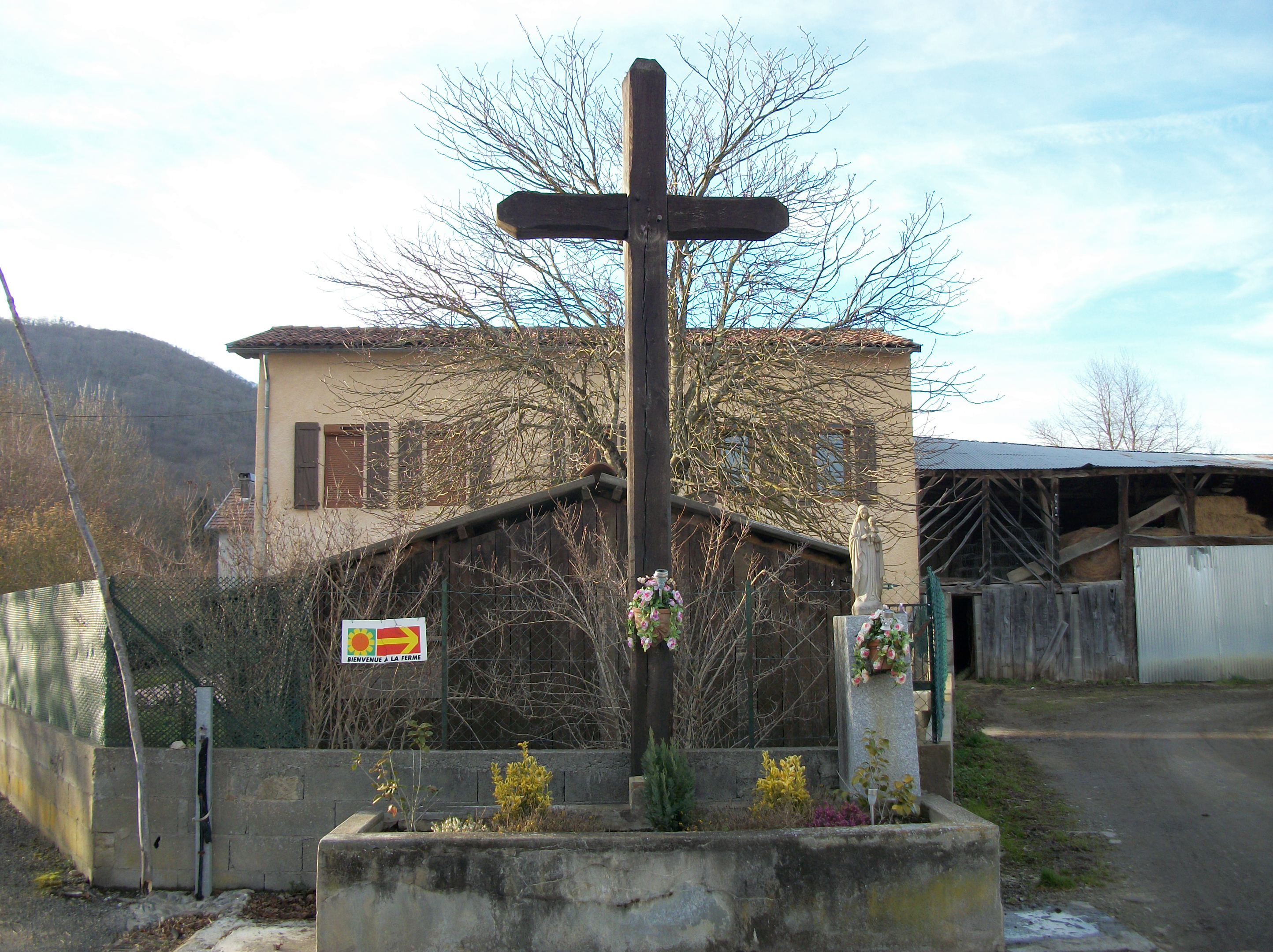
Croix et statue de la Vierge Marie et de son enfant, hameau Labat

#### Aux environs
- Grottes de Gargas ;
- Basilique Saint-Just de Valcabrère.

### Personnalités liées à la commune
- Hérode Antipas (21 av. J.-C.–39 ap. J.-C.), tétrarque de Galilée et de Pérée, fut exilé à Lugdunum Convenarum.
- Bertrand de Comminges (~ 1050–1123), évêque de Comminges, fit reconstruire la cathédrale.
- Bertrand de Got (~ 1264–1314), futur pape sous le nom de Clément V, fut évêque de Comminges.
- Pierre de Foix (1386–1464), évêque de Comminges, fit réaliser le tombeau de saint Bertrand.
- Jean de Mauléon (1523–1551), évêque de Comminges, fit réaliser le jubé, la clôture du chœur, le retable du maître-autel, le trône épiscopal et les stalles de la cathédrale.
- Jean-François Lépine (1732–1817), facteur d'orgue.
- Victor Cazes (1778–1861), poète en langue occitane. Conservateur des basiliques de Saint-Bertrand-de-Comminges et de Valcabrère, il créa, à Saint-Bertrand-de-Comminges, un musée pyrénéen avec Nérée Boubée.
- Nérée Boubée (1806–1862), naturaliste, entomologiste, géologue, cofondateur d'un musée pyrénéen à Saint-Bertrand-de-Comminges.
- Yves Cuenot, organiste du XXe siècle.
- Jean-François Brizay de Denonville évêque de Comminges mort à Saint-Bertrand de Comminges.
- Jean I Ferrère.
- Louis de Rechignevoisin de Guron évêque de Comminges mort à Saint-Bertrand de Comminges.
- Liste des évêques de Comminges.

### Héraldique
| Saint-Bertrand-de-Comminges | Son blasonnement est : De gueules au lion à la queue fourchée en sautoir d'argent. |